# Rocche di Civitella

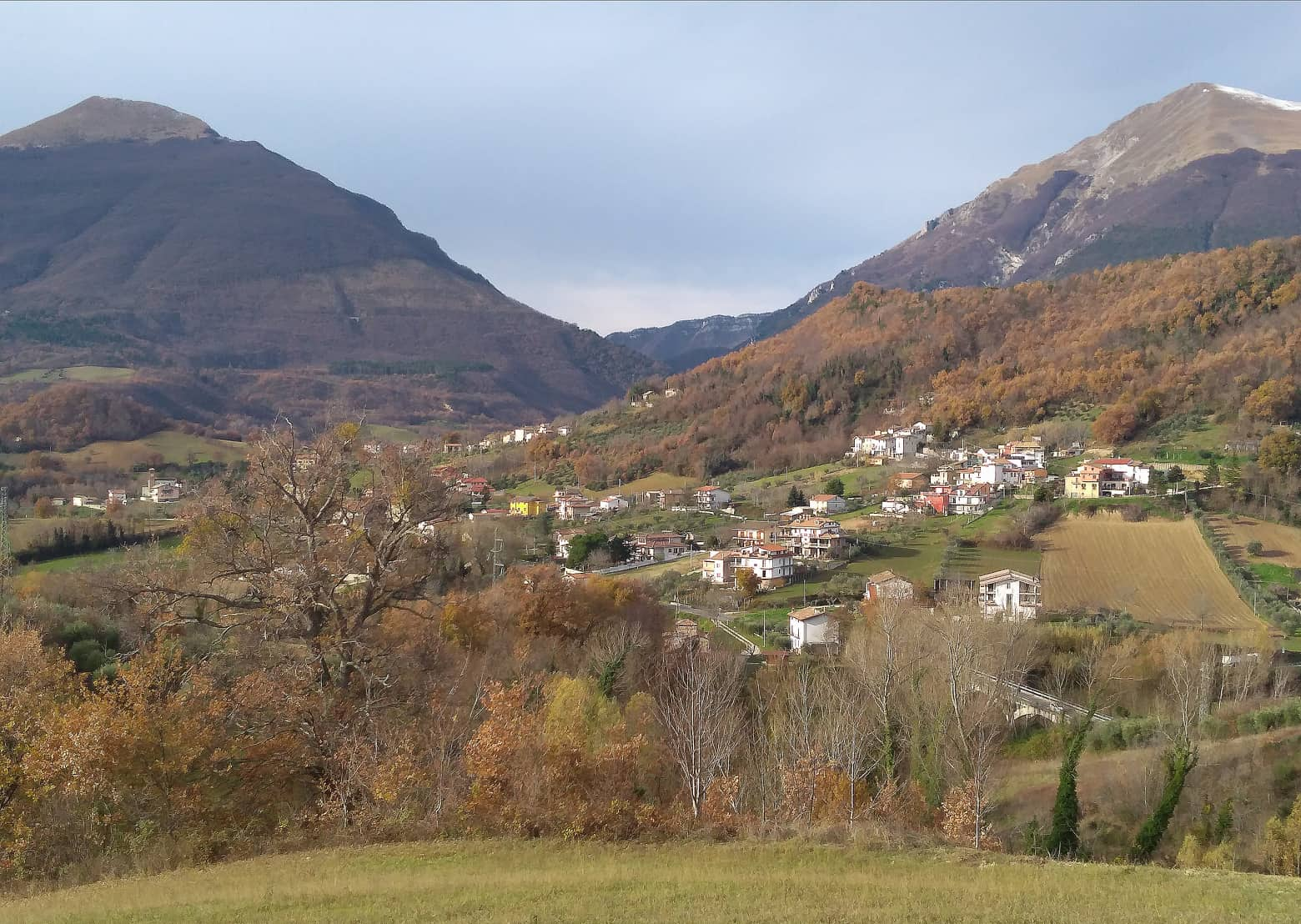
Panoramica di Rocche con lo sfondo dei monti Gemelli

Rocche di Civitella è una delle frazioni del comune italiano di Civitella del Tronto (da cui dista 4 km), in provincia di Teramo nella regione Abruzzo. Antico nome: Rocchetta. Gli abitanti sono detti "roccatani".
Sorge a 531 metri s.l.m., è sovrastata dal colle boscoso di San Nicola, che rappresenta il luogo del primo insediamento e in epoca medievale fu strategico, con le altre alture di Castel Manfrino, Civitella e Montesanto, per il dominio del territorio, grazie al sistema di avvistamento-segnalazione.
È costituito storicamente da 4 sobborghi, di cui 3 (Rocca Ischiano, Rocca San Nicola e Rocca Case d'Angelo) sono situati alla pendici del colle San Nicola, mentre una sola, Rocca Ceppino, sorge più in basso. 
Attraversa il territorio la strada statale 81 Teramo-Ascoli, lungo la quale, soprattutto a partire dal 2º dopoguerra, si sono concentrate le abitazioni, con conseguente abbandono dei vecchi sobborghi.
Curiosa è la divisione del paese nelle due diocesi di Teramo e Montalto-San Benedetto del Tronto che qui confinano, motivo per il quale sorgono a brevissima distanza due chiese, ognuna appartenente a una delle due diocesi, cosicché gli abitanti di Ischiano e San Nicola frequentano la chiesa di San Nicola, gli abitanti di Ceppino e Case d'Angelo la chiesa di Santa Felicita.

## Geografia fisica
Il colle San Nicola, a 671 metri s.l.m. è il più meridionale dei tre rilievi rocciosi (gli altri due sono Civitella del Tronto e Montesanto) presenti nel territorio collinare compreso tra i massicci montuosi dei Monti Gemelli (Monte Girella e Monte Foltrone), propaggini più orientali della catena appenninica Gran Sasso-Laga-Sibillini, e il mare Adriatico.
A ovest, la frazione è attraversata dal fiume Salinello, tratto proveniente dalle omonime Gole della vicina frazione di Ripe.
Il territorio è dominato dai maestosi massicci dei Monti Gemelli (Montagna di Campli e Montagna dei Fiori), l'ambiente mantiene il suo aspetto prettamente agricolo-pastorale. Molto diffusa è la coltivazione dell'ulivo e l'area appartiene, secondo il disciplinare della DOP del 2003, alla zona di produzione dell'olio extravergine Pretuziano delle Colline Teramane.

## Storia
Non è nota l'origine del paese. Si sa che il territorio compreso tra i fiumi Tronto e Vomano era abitato dai Pretuzi, un popolo italico insediato dal I millennio a.C. fino alla conquista romana del III sec. a.C.

Nel Medioevo sorse, nell'area più alta di Rocche, cioè sul colle San Nicola, un insediamento fortificato del feudatario del luogo, la "Rocca Camilliana" menzionata dalla bolla del 1188 del Papa Clemente III come uno dei beni dell'Abbazia di S. Nicolò a Tordino.
Poco più in basso, a 644 metri s.l.m. e distante circa 100 metri da questo, sorgeva l'unica chiesa dell'abitato, dedicata a Santa Maria Assunta, più comoda al feudatario che al popolo che viveva più a valle.
Nel 1557 il colle San Nicola fu coinvolto nell'assedio di Civitella da parte del francese Duca di Guisa, generale di Enrico III alleato con papa Paolo IV; i francesi, infatti, vi portarono un cannone perché da lì si scoprivano le strade di Civitella.
Nel 1588 il territorio di Rocche fu interessato dalla creazione della nuova diocesi di Montalto Marche, voluta dal Papa Sisto V, originario di Montalto. Nella sua nuova Diocesi il Papa spostò tutte le chiese dipendenti dall'abbazia di Santa Maria Montesanto, cosicché il territorio del paese si trovò (e tuttora si trova) diviso tra le diocesi di Teramo (cui faceva e fa parte tutt'oggi la chiesa dell'Assunta e la chiesa di San Nicola), e di Montalto (cui faceva e fa parte tuttora la chiesa di Santa Felicita).
Nel 1806 il colle San Nicola fu nuovamente coinvolto in un altro assedio francese alla fortezza di Civitella, da parte delle truppe di legionari hannoveresi. Il vero blocco della fortezza iniziò proprio da Rocche di Civitella. Uno squadrone di legionari hannoveresi, infatti, il 27 marzo 1806, piazzò un campo a Rocche e, dopo un cruento scontro a fuoco, fece sloggiare da lì la banda di 60 uomini del mitico brigante Sciabolone. Gli hannoveresi restarono a Rocche fino al maggio 1806, quando terminò l'assedio.
Nel 1860, durante l'assedio del forte di Civitella da parte dei piemontesi, nella tradizione paesana si ricorda una battaglia svoltasi sul colle tra trenta bersaglieri dell'esercito sabaudo e i briganti scesi dalle montagne. Tali briganti aiutavano gli assediati borbonici chiusi in Civitella.
Storicamente si sa che il 4 gennaio 1861 i filoborbonici che dall'esterno andavano in soccorso di Civitella assediata dalle truppe italiane assalirono un gruppo di bersaglieri appostati a Rocche. Ne inseguirono uno rimasto isolato e nei pressi della cosiddetta "Fonte Grande" lo uccisero. Alcuni contadini poi lo seppellirono vicino al luogo dell'uccisione. Il nome di quel bersagliere rimase sconosciuto, per questo nel 1960 i soci della sezione Bersaglieri "E. TOTI" di Teramo lo vollero commemorare.
Al colle San Nicola e in altre località intorno a Civitella, come Villa Passo, Villa Lempa, Borrano, S. Andrea, S. Maria, Villa Ripa, Fucignano, erano schierate le truppe sarde. In particolare, il Colle San Nicola, utilizzato come postazione di vedetta, era occupato dal 27º Battaglione Bersaglieri, forte di 15 ufficiali e 386 soldati al comando del capitano Giuseppe Fabbri.

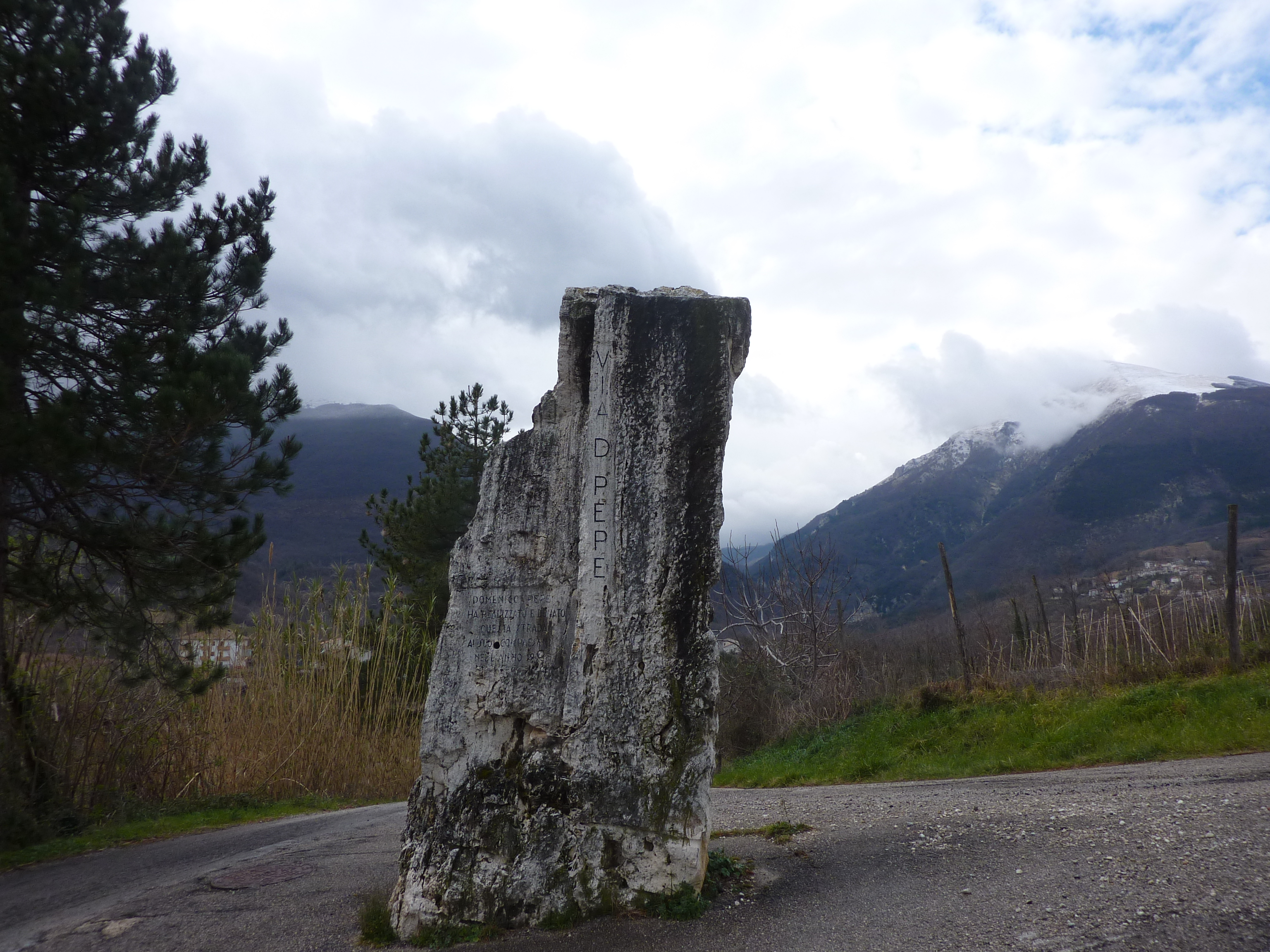
Monolite in travertino con scritta che ricorda la costruzione della strada al colle San Nicola, realizzata con il contributo dell'emigrante italo-americano Domenico Pepe

Agli inizi del XX secolo ci fu un'ondata di emigrazione dal paese, a causa della povertà e delle condizioni di vita sempre più difficili. Le mete preferite dai roccatani furono Belgio, Argentina, Venezuela, Stati Uniti. Gli emigranti rimanevano spesso legati al paese di origine e tale legame affettivo si tradusse anche in cospicue donazioni al paese; ne sono esempi le donazioni per la costruzione della nuova chiesa di San Nicola negli anni ‘50 del XX secolo e per la nuova strada di accesso alla chiesa dell'Assunta sul colle.
Nell'autunno del 1943 arrivarono a Rocche, fuggendo dai lavori forzati nei pressi della linea Gustav, due ebrei austriaci, Karl Jacob Mausner e Jacob Josefsberg. Il roccatano Fabio di Paolantonio li tenne nascosti nella sua stalla per almeno sei mesi, fino alla liberazione da parte degli Alleati nel giugno 1944. Lo stesso Mausner dichiarò molti anni dopo, in un'intervista per Il Progresso italo-americano, che "tutto questo tempo la famiglia Di Paolantonio divise con noi il poco pane, i frutti dei campi ed il latte della mucca. Mai una volta Fabio, o alcuno della famiglia, espresse preoccupazione; eppure c'era un proclama di Kesselring che parlava chiaro: chiunque dà asilo ad un prigioniero evaso o ad un internato, sarà fucilato, la sua casa bruciata."
Il 24 aprile 2022 si tenne un incontro pubblico a Civitella del Tronto, dal titolo "I campi di concentramento italiani attraverso la storia di una lunga amicizia", finalizzato a far conoscere la storia di questo salvataggio e la istanza per il riconoscimento di "Giusto tra le Nazioni" per il Di Paolantonio, istanza patrocinata dal comune di Civitella, promossa e inoltrata allo Yad Vashem da Andrea Salemi .
Nel secondo dopoguerra si assistette, come in tutta Italia, al cosiddetto boom economico con miglioramento delle condizioni economiche anche qui. Arrivarono molte innovazioni che contribuirono a modificare lo stile di vita e anche la mentalità della gente paesana; in quel periodo ci fu la tendenza ad abbandonare le vecchie abitazioni nei sobborghi per trasferirsi lungo la più comoda SS81.
Il 6 Aprile 2009 il paese fu interessato dal sisma che ebbe come epicentro L'Aquila, con diversi danni ad abitazioni e alla chiesa dell'Assunta, da allora inagibile.

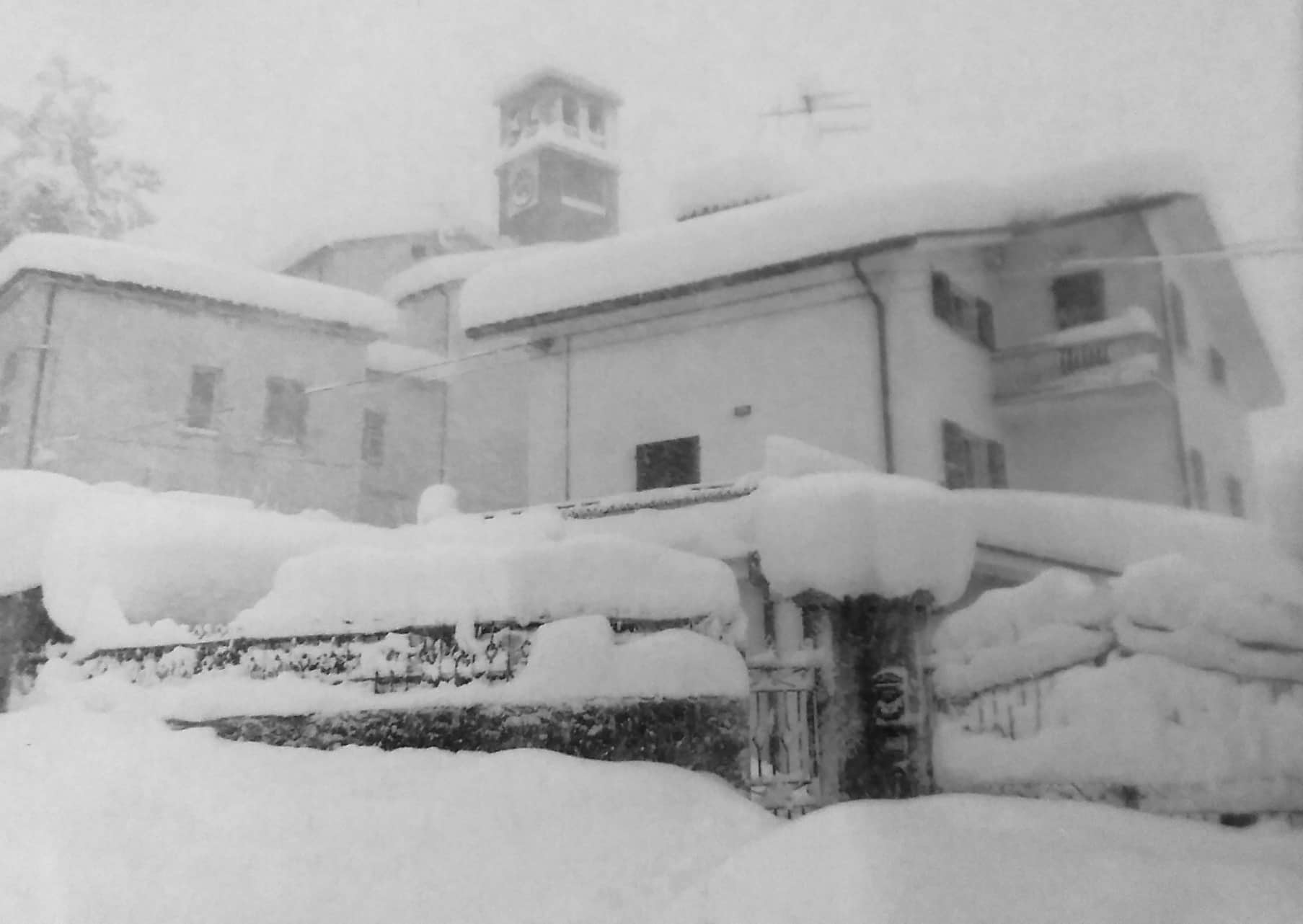
L'abitato sommerso dall'abbondante neve del gennaio 2017

Mentre il paese rimase praticamente indenne al terremoto del 24 agosto 2016 che distrusse Amatrice, il 30 ottobre 2016 fu nuovamente interessato da un terremoto, questa volta con epicentro nella zona di Norcia.
Nel gennaio 2017 il paese fu investito da una eccezionale nevicata, il "nevone del 2017" che interessò le regioni italiane adriatiche centromeridionali, dalla costa alle colline ai rilievi appenninici; in particolare, nelle regioni interne arrivarono delle vere e proprie bufere di neve, la neve raggiunse l'altezza di 3 metri e più, molte località dell'Abruzzo, compresi i 4 sobborghi di Rocche, restarono isolati per ben 2 settimane. Nelle abitazioni si interruppe l'erogazione di elettricità e acqua per molti giorni, alcune stalle crollarono e morirono molti animali.
Dopo due settimane terribili, si aggiunsero anche le scosse di terremoto del 18 gennaio.

## Monumenti e luoghi di interesse

### I 4 sobborghi

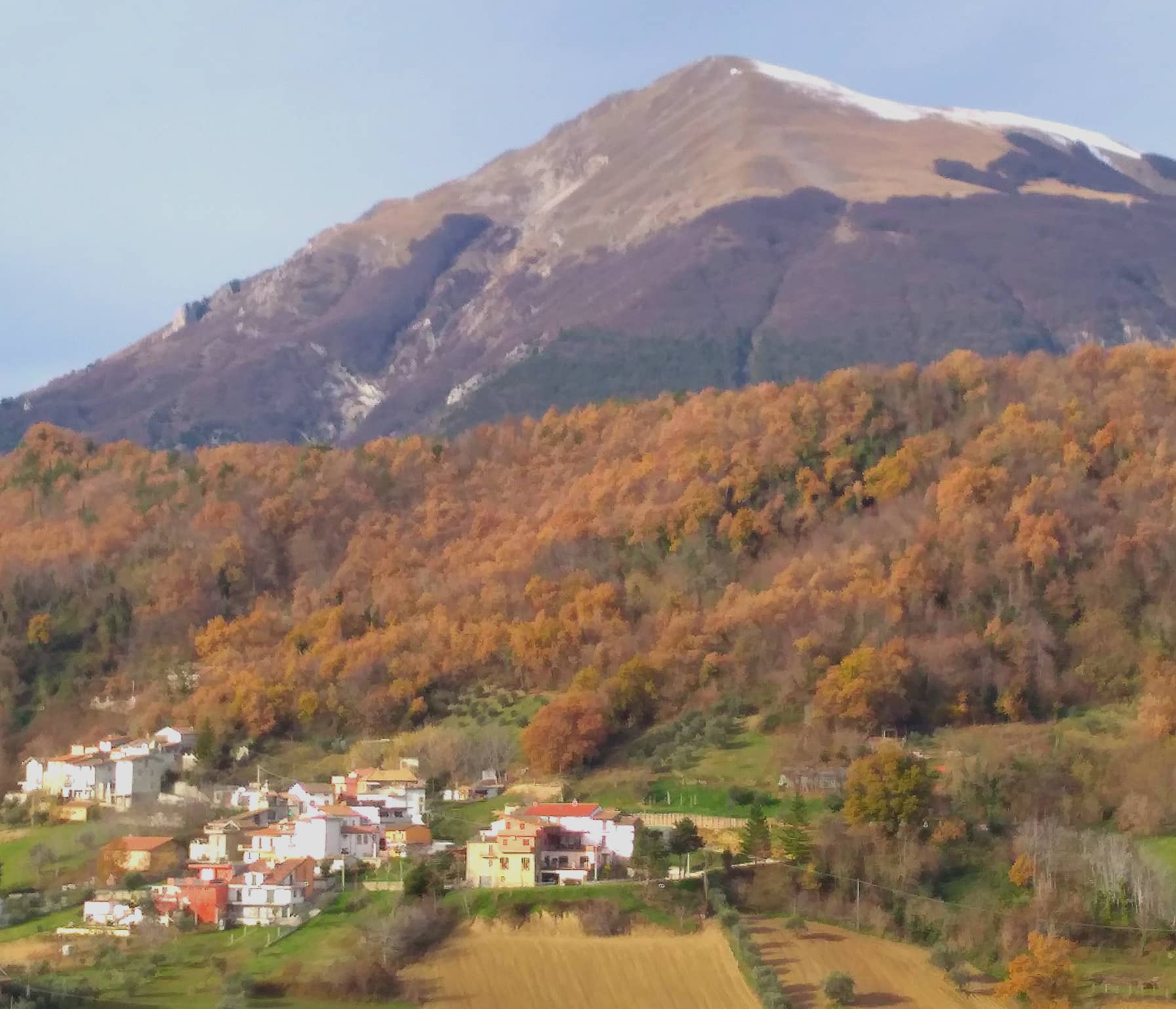
Veduta invernale di Rocche Case d'Angelo con Montagna dei Fiori

Sono costituiti da aggregati di case molto vicine tra loro, probabilmente per evitare l'ingresso dei venti freddi e violenti dei mesi invernali. Ognuno ha un centro di aggregazione costituito da una piazzetta. Ancora nel secondo Novecento vivevano esponenti di famiglie, certamente di antico lignaggio, anche se non era manifesto il loro albero genealogico; essi vivevano non separati nel nucleo abitativo, ma si distinguevano per la consistenza della proprietà terriera e le abitudini signorili.
Negli ultimi decenni sono stati in parte abbandonati a favore di abitazioni lungo la SS81, alcune case si sono diroccate, divenendo mute testimoni di un passato contadino.
Rocca Ceppino è l'agglomerato più basso; caratteristici elementi storico-architettonici che testimoniano il suo passato rurale ancora presenti sono la fontana-lavatoio, il forno comunitario, l'arco. Curiosi e poco conosciuti, persino dai locali, i passaggi sotterranei che collegavano le case del borgo tra di loro e venivano utilizzati per il trasporto e lo stoccaggio di granaglie, olio, vino e altri prodotti agricoli. 

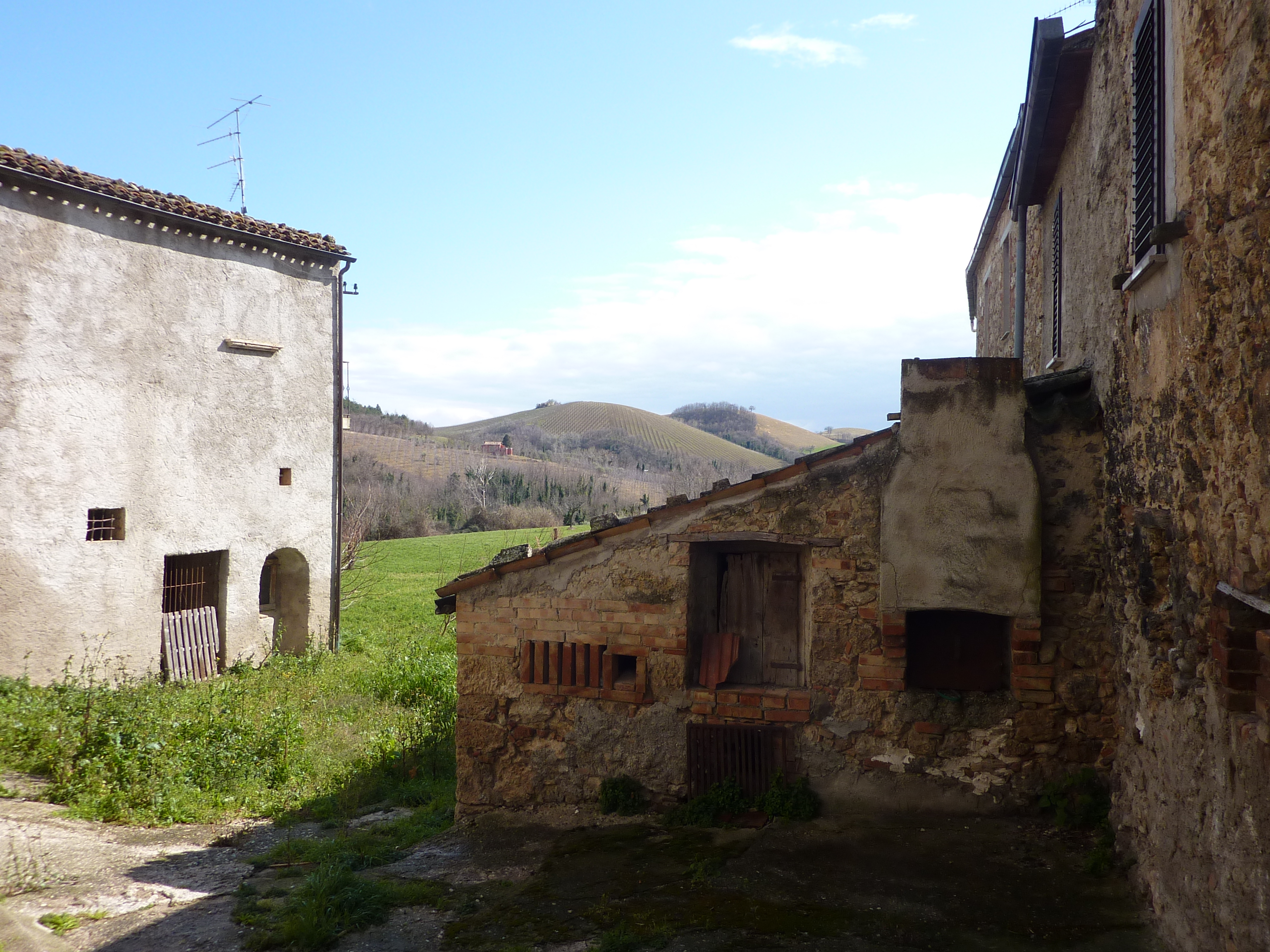
Forno comunitario a Rocca Ceppino

Rocca San Nicola prende il nome dal colle omonimo, primo luogo abitato del paese in epoca remota. Non sono più rintracciabili i resti della chiesa (intitolata a San Nicola) costruita nel 1824-1825 per sopperire alle difficoltà di accesso della vecchia chiesa dell'Assunta.
Rocca Ischiano  ha sullo sfondo le montagne Gemelle, da lì la strada continua per Ripe e per la Montagna dei Fiori.
Rocca Case d'Angelo anch'essa aggrappata al colle San Nicola, ha stradine strette, scale e una piazzetta.

### Colle San Nicola

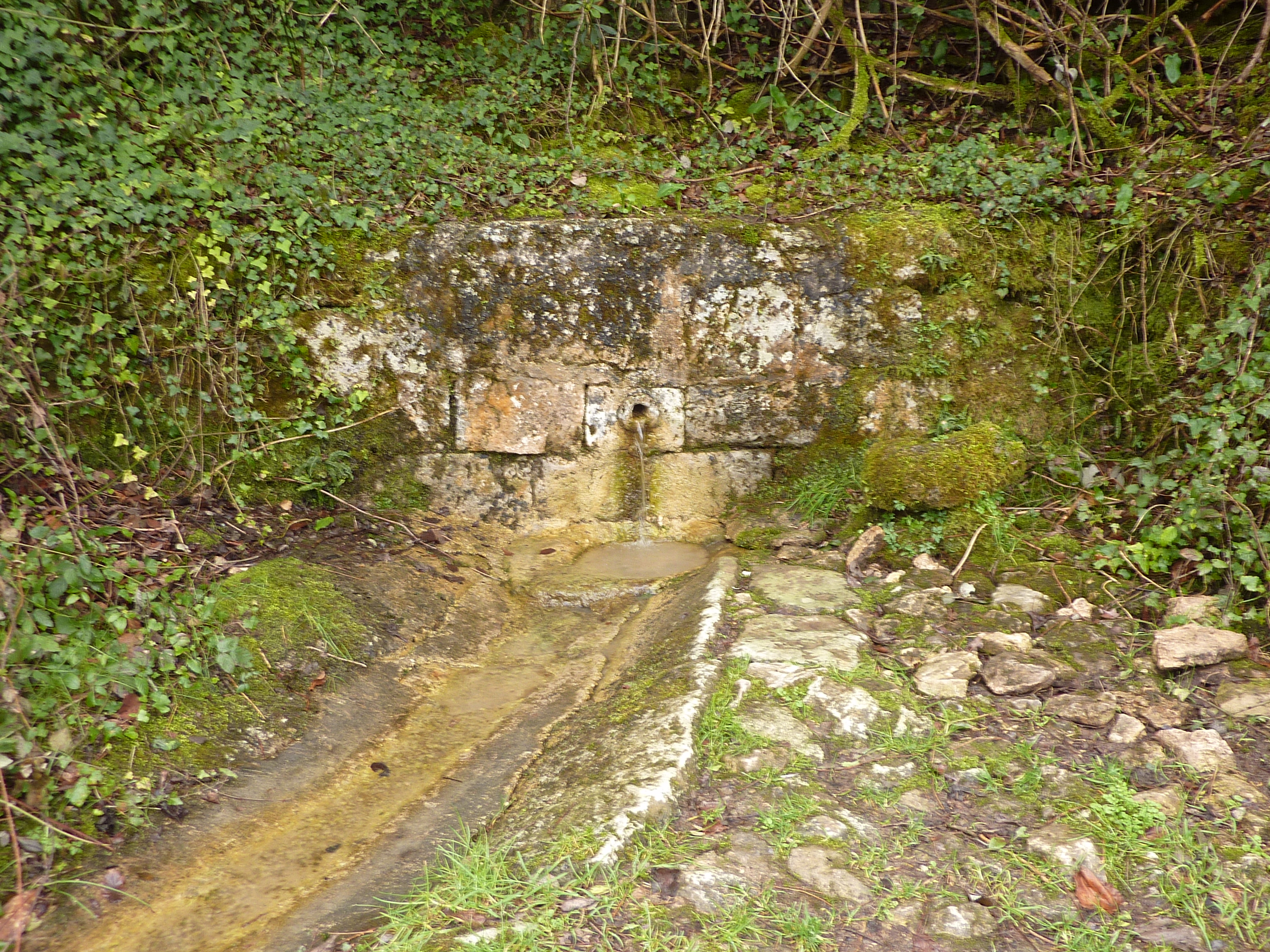
Sorgente d'acqua alle Fontanelle sul Colle San Nicola

Il punto più alto di Rocche, a 671 metri s.l.m., domina il paese sottostante. Per la posizione facilmente difendibile, è stato il primo posto a essere abitato. Nell'epoca dell'incastellamento dell'età medievale sorse un castello di cui rimangono ancora ruderi della torre, e una chiesa intitolata all'Assunta.
Dall'alto si comprende la posizione strategica che aveva il colle, da cui si possono osservare le altre alture di Castel Manfrino, Civitella del Tronto e Montesanto. Questo costituiva nel Medioevo un quadrilatero che metteva visivamente in contatto le 4 alture, formando così un sistema di controllo del territorio e delle vie di comunicazione dalle montagne al fondovalle. In particolare, solo tramite il colle S. Nicola, Castel Manfrino poteva comunicare con le alture di Civitella e Montesanto.

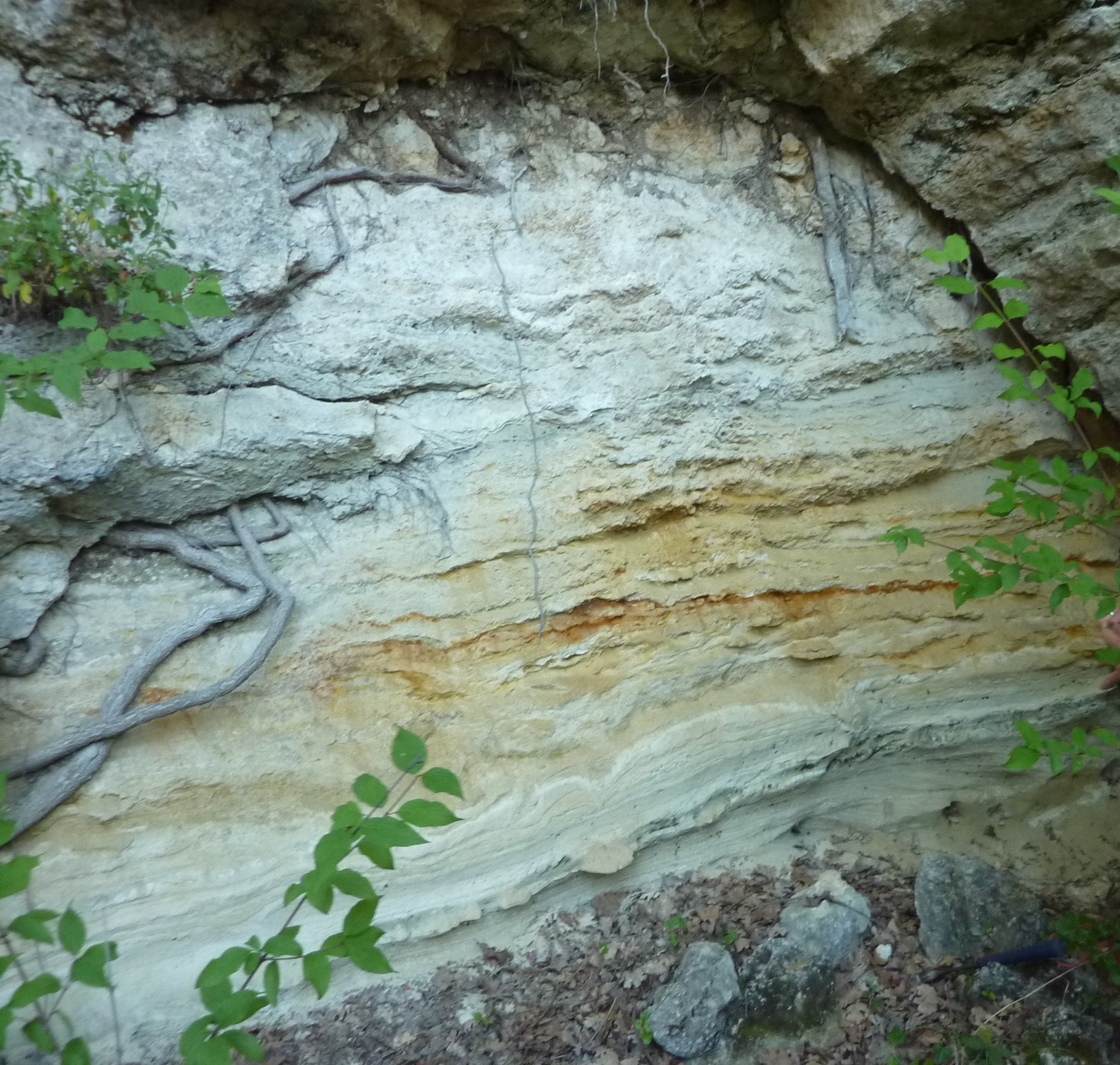
Deposizione di travertini al Colle San Nicola

Per la sua posizione dominante e soprattutto per la vista sulla fortezza, nel corso della storia è stato coinvolto nei vari assedi alla fortezza di Civitella.
Il Colle costituisce un'interessante struttura geologica, per la mancata urbanizzazione che ne ha lasciato integre le caratteristiche geologiche, oggetto di ricerca dal 1980 ad oggi. Il Colle,  come nei siti di Civitella e Monte Santo, presenta un substrato marino affiorante dell'associazione pelitico arenacea della Formazione della Laga (LG.5b), sovrastato, con una superficie erosiva, da un deposito a ghiaie e ciottoli fluviali, quindi dall'affioramento di una spessa placca travertinosa. Le ricerche condotte da Fregonese Delfino (GeoConsulting), con la collaborazione di A. Minissale (IGG-CNR Firenze), O. Vaselli (IGG, geochimica e vulcanologia del CNR Firenze), P. Farabollini
(DST, Università di Camerino) hanno consentito di datare l'inizio della deposizione dei travertini a 320.000 adp, di localizzare le sorgenti termominerali, di calcolare la temperatura alla quale la calcite è precipitata dalla soluzione acquosa e l'inquadramento geomorfologico del territorio. In seguito alla molteplicità dei processi e dei fattori che hanno contribuito alle forme presenti, ai vari ambienti deposizionali (cascata, lago, palude), sono ancora in corso diversi studi sul controllo esercitato dalle fluttuazioni climatiche nella deposizione del travertino.
Oggi il colle, boscoso per le opere di rimboschimento dei decenni precedenti, offre la possibilità di una piacevole passeggiata intorno all'altura, panoramica e fresca nella calura estiva. Si trova anche una fonte di acqua freschissima in località "Fontanelle". 
Sul travertino della torre sono state attrezzate, nell'inverno 2019, da parte di Gianluca Di Benedetto, coadiuvato dalla guida alpina Paolo De Laurentis, delle vie di arrampicata e il panorama che si gode dalla cima dello sperone spazia da Civitella passando per i Monti Gemelli e le Gole del Salinello, con il Castel Manfrino, fino alla catena del Gran Sasso e alla Majella.
I roccatani sono sempre stati legati al colle per la suggestiva festa che vi si tiene da molti anni per l'Assunta, annunciata già al mattino dai colpi di bombarda, seguiti dalla messa nella chiesetta e dalla processione con la statua della Madonna al suono della banda.

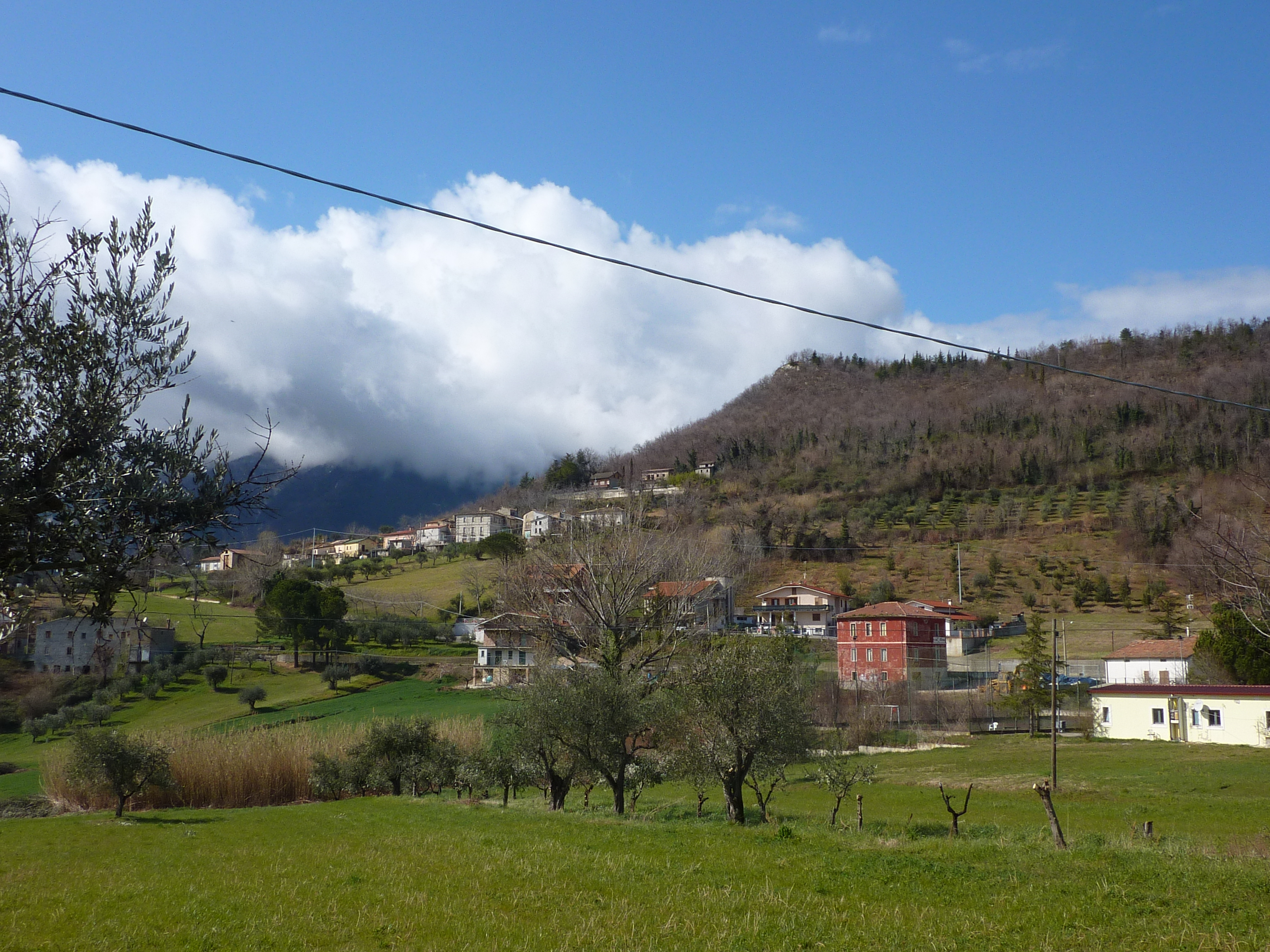
L'abitato di Rocca S. Nicola e il colle sormontato dalla torre medievale

### Torre medievale
Sorge nel punto più alto del colle, fa parte dei resti di un insediamento fortificato medievale, sostenuto da muri di blocchi di pietra calcarea, difeso su tutti i lati da pareti strapiombanti. Al di sotto del piano di calpestio del sito sono visibili i resti in muratura di un nucleo di antichi edifici e di una cisterna. Al centro del complesso, la torre, in pietra locale, non presenta porte d'accesso ma solo feritoie.
Il sito è riconoscibile nella "Rocca Camilliana" menzionata dalla bolla del 1188 del Papa Clemente III come uno dei beni dell'Abbazia di S. Nicolò a Tordino.
Nel "Catalogo Normanni dei feudi, dei feudatari e delle loro rendite nella Contea Aprutina al tempo dei Re Normanni" si cita un certo Ugone de Rocca Camilliana che fu seguace del conte Roberto III di Loretello, nella rivolta dei nobili ribelli contro il re Guglielmo I del 1157. A causa della sua partecipazione alla rivolta, il figlio Odemondus nel 1170 si vide costretto dal re Guglielmo II a concedere ad Alberto di Siolfo signore di Campli il possedimento di Rocca Camilliana.
Già dalla prima metà del XIX secolo questo insediamento fortificato, come viene descritto dal Palma, era allo stato di rudere.

### Chiesa dell'Assunta

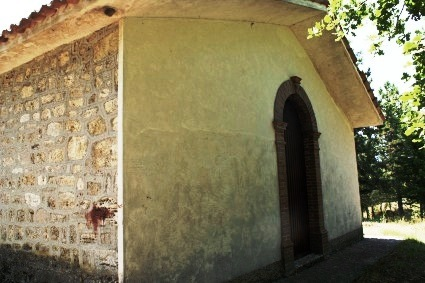
Chiesetta dell'Assunta, nel bosco del colle San Nicola

Sorge sul colle San Nicola, a 644 metri s.l.m. È la più antica chiesa di Rocche, risalente al periodo dell'incastellamento dell'età medievale, menzionata come Ecclesia S. Mariae nel 1324 fra quelle dipendenti dal vescovo di Teramo. Fu abbandonata per la nuova chiesa di San Nicola nel 1824 per le difficoltà di accesso, così descritte dal parroco Don Carlo Serena nel 1917: "fa meraviglia il pensarvi come potesse accedervi il popolo nella stagione invernale, ove le bufere vi accumulano metri e metri di neve, e come il parroco, al bisogno, vi potesse di lassù portare in detta stagione aiuti spirituali, sia di giorno che di notte, essendo per di più il viottolo stretto, ripido e ciottoloso… D'allora in poi fu messa in oblio quella solitaria chiesa, e coll'andar del tempo cominciò a diroccarsi. Non vi erano più le porte, non esisteva più il tetto scoperchiato dai venti; e i pastorelli, che nella stagione estiva portavano i loro armenti ai pascoli dei dintorni verdeggianti prati, nelle ore del meriggio, vi introducevano le loro greggi per goder dell'ombra di quei quattro muri". Ma con l'abbandono avvenne un periodo di carestia per siccità e frequenti grandinate che terminò con la ribenedizione e il restauro della chiesa ad opera della famiglia Filipponi (1853-1871).
Lo stesso don Carlo Serena intraprese dei lavori di restauro e risanamento anche nel 1914.

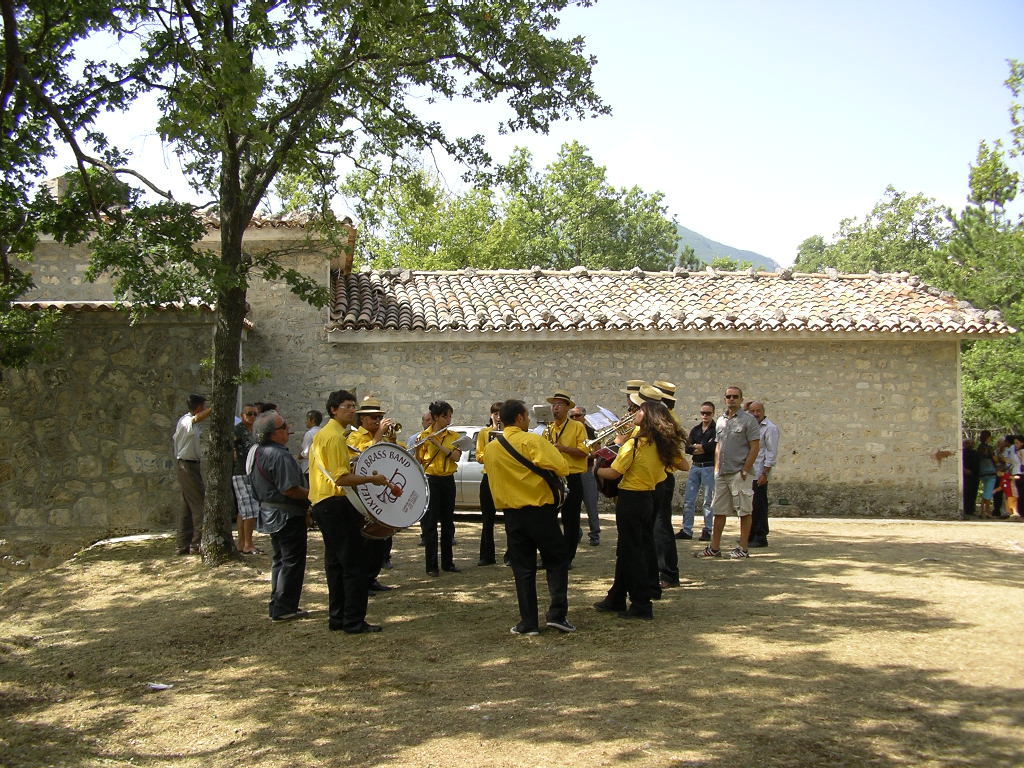
Banda per la festa dell'Assunta

Attualmente si rintracciano i resti della struttura medievale al di sotto del piano pavimentale interno. Entrando si scorge sulla destra una scalinata che scende alla cappella sotterranea. Qui ci si trova in un ambiente di dimensioni ridotte, con tre pareti parzialmente interrate e quella rivolta a sud-est con due finestrelle; questo ambiente di forma rettangolare, la cui superficie è circa un terzo della sovrastante chiesa, è diviso in tre navate di due campate, coperte da volte a crociera con archi a sesto pieno che nascono dai capitelli delle due colonne centrali in laterizio a sezione circolare, con base quadrata. Le archeggiature si impostano su sottili mensole infisse nella curvatura della parete. L'abside semicircolare è occupato da un altare in pietra del 1871 dedicato a S. Antonio da Padova. La cappella è priva di decorazioni pittoriche, a parte i medaglioni a doppia circonferenza, con iscritti motivi floreali a 5 o 6 petali.
La chiesa era nota già nel 1610 come Santa Maria Rocchetta, citata in un documento firmato da un certo Amadeus, meglio noto come don Domenico Amadeo, rettore della chiesa tra il 1610 e il 1623. In questo documento veniva descritta come un piccolo edificio di dimensioni proporzionate, solo in parte pavimentato, con tetto di mattoni e tegole, per un breve tratto scoperto e il campanile posto a sinistra dell'altare. Presso l'altare, collocato a mezzogiorno, nel 1618 era visibile l'immagine della Beata Vergine (descritta nel documento come immagine "abbastanza ambigua"), di cui oggi non rimane traccia. Gli arredi erano costituiti da candelabri, statue, crocifissi, sgabelli, una piramide, vasi, paramenti, un dipinto su tela, il fonte battesimale in pietra, un grande libro dove erano annotati i battezzati, i coniugati e i defunti, una piscina in pietra e la fonte d'acqua. Probabilmente la colonnina circolare tuttora posta sul piano pavimentale, a sinistra della rampa d'accesso alla cappella sotterranea, sia la base che sorreggeva il fonte battesimale.
Oggi la chiesa è inagibile per i danni strutturali causati dal terremoto del 6 aprile 2009.

### Chiesa di Santa Felicita

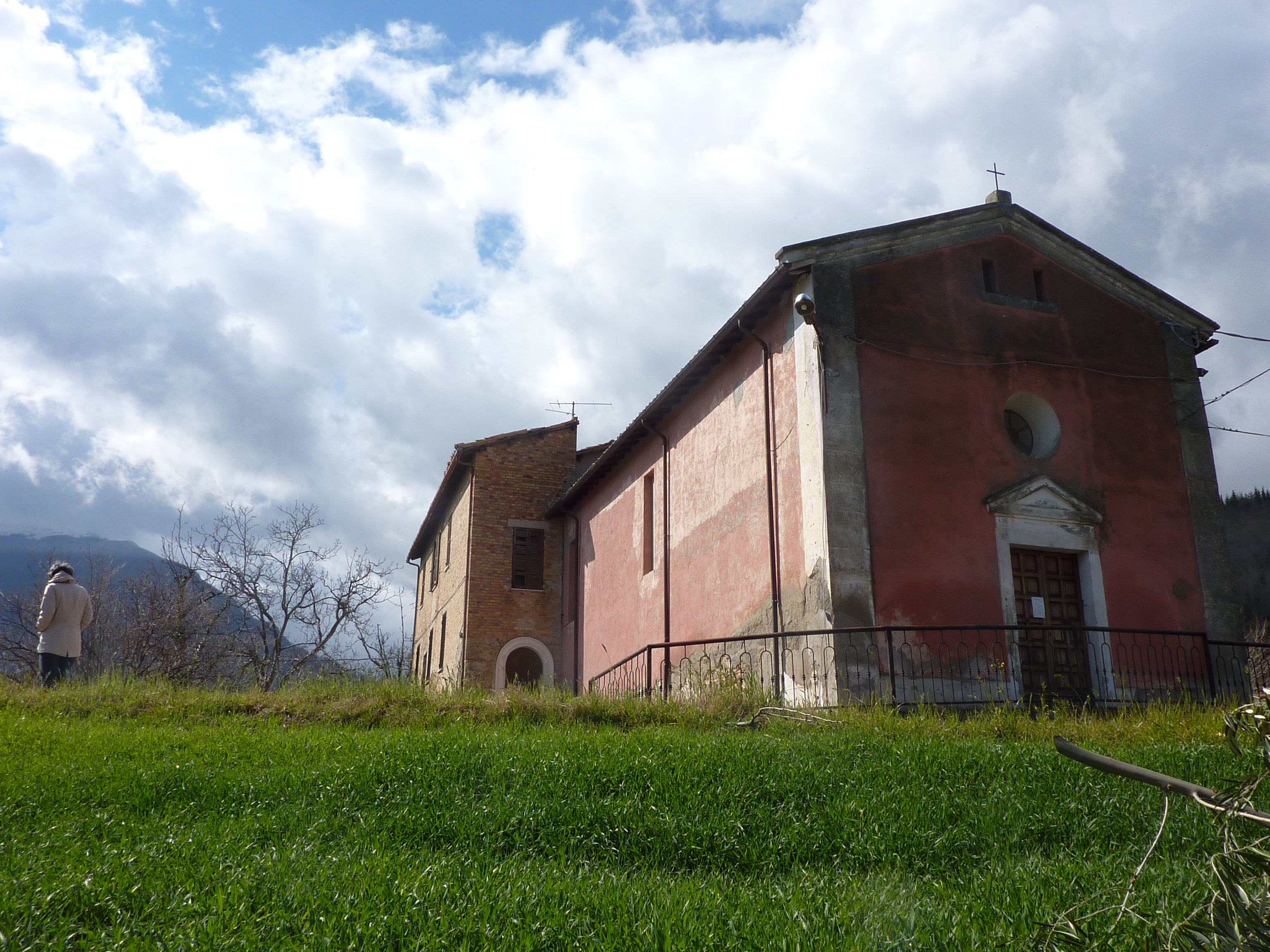
Chiesa di Santa Felicita

Sorge in posizione centrale, prospiciente la piazza del paese, all'imbocco della strada che conduce a Rocca Ceppino. L'origine della chiesa intitolata alla martire Felicita (venerata il 23 novembre) è imprecisata. Era annessa al Priorato di Ripe di Civitella e dipendeva dall'Abadia di Montesanto. Appartenne alla diocesi di Teramo fino al 1588, quando Papa Sisto V creò la nuova diocesi di Montalto Marche, alla quale spostò tutte le chiese dipendenti da Montesanto. Nel 1613 il vescovo di Montalto Paolo Orsini vi fece erigere il fonte Battesimale. I fedeli roccatani sono sempre stati molto legati a questa chiesa e dal XVIII secolo nacque il desiderio che divenisse parrocchia autonoma dal Priorato di Ripe. Si avvicendarono cause legali e diverse istanze e petizioni degli abitanti, fino al riconoscimento di parrocchia nel 1803, priva ancora di beni propri e di amministrazione autonoma che verrà ottenuta solo nel 1919-1929.
Ha copertura a capanna e sulla facciata si apre un semplice portale ad architrave piano con timpano. Dalla parete posteriore si alza un piccolo campanile a vela in mattoni che ospita due campane. L'interno è semplice ed essenziale, ornato di alcune statue e della tela sopra l'altare maggiore, raffigurante la martire; il presbiterio è sopraelevato da due gradini.

### Piazza Berlinguer
È uno spazio adiacente al fianco destro della chiesa di Santa Felicita.

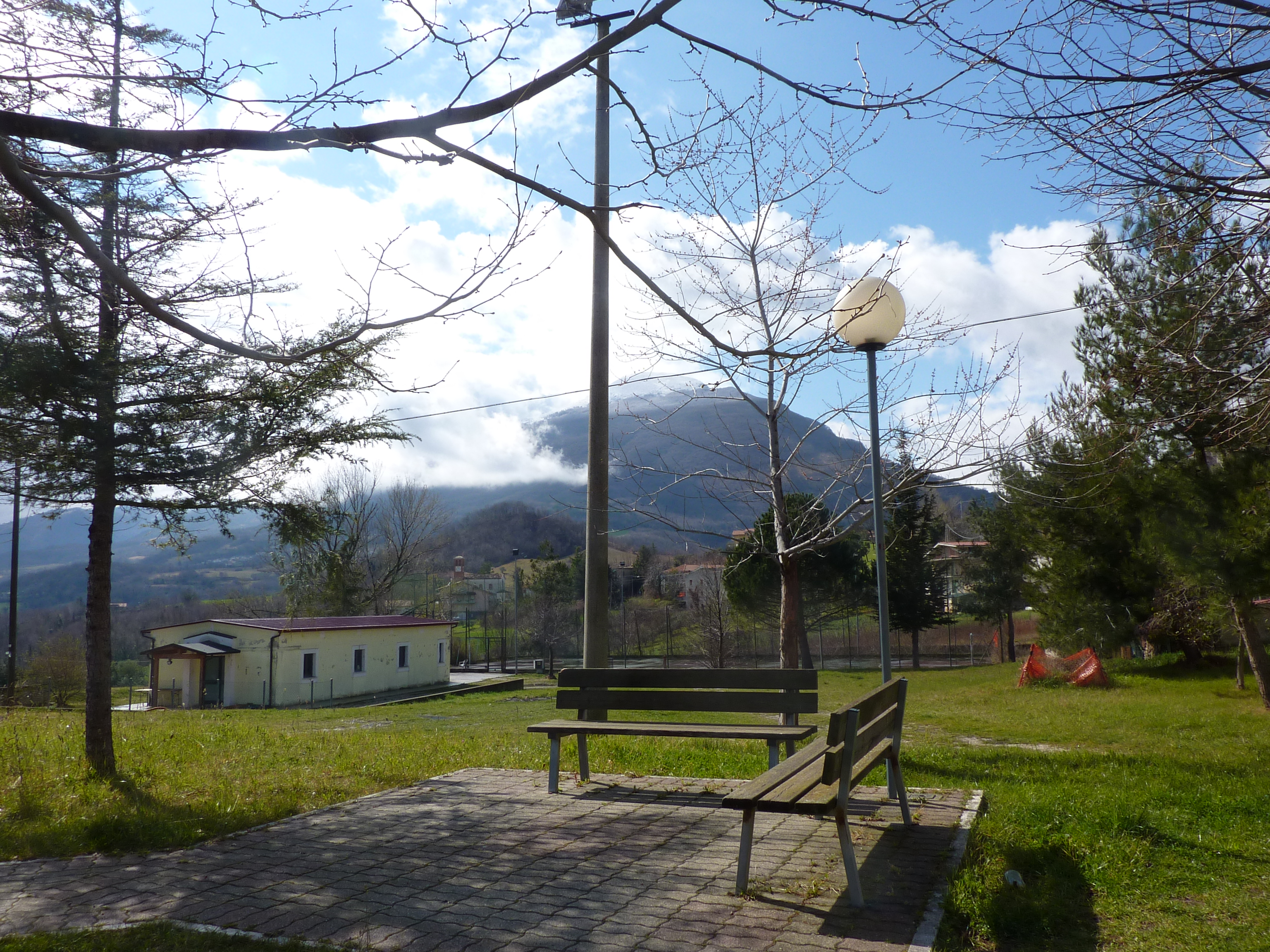
panchine in piazza Berlinguer

In precedenza era un'area agricola della Chiesa. All'inizio degli anni Settanta del Novecento l'area fu concessa al paese come spazio sportivo, inizialmente come spazio per il gioco del calcio, con porte rudimentali e con un fondo assolutamente in terra battuta. Alla fine degli anni Settanta del Novecento l'area fu ampliata verso la chiesa, provvedendo a sterrare una parte del rilevato adiacente alla chiesa lato nord, sistemando meglio il fondo con ghiaino, a cura del Comune di Civitella e recintandola con rete metallica, realizzandovi porte regolamentari e un'illuminazione con fari alogeni per le partite in notturna. Nel 1978-79 e negli anni seguenti la Polisportiva Rocche vi gestì un torneo amatoriale di calcetto che ebbe largo seguito in tutto il circondario di Rocche e che richiamò durante le varie estati tantissimi tifosi da tutto il Comune. Quello spazio fu anche punto di raduno e partenza di varie edizioni della "Marcia di mezza estate", che si svolse per più annate e vide la partecipazione di bambini, ragazzi, adulti e persino persone anziane; pur nascendo come campo di calcio, quello spazio si rivelò essere un'area di raduno per gli eventi del paese, non esistendo una vera e propria piazza centrale. Si sentiva, tuttavia, anche l'esigenza di avere a disposizione uno spazio di manovra e di fermata per gli autobus della linea Rocche - Civitella e pertanto, negli Novanta del Novecento fu acquisita dal Comune una nuova area che fu, in parte sistemata a verde, e in parte destinata a campo di calcetto, posta ad ovest e in basso rispetto al vecchio campo di calcio. Sull'area di quest'ultimo fu invece realizzata l'attuale piazza, intitolata a Enrico Berlinguer. 

### Chiesa di San Nicola

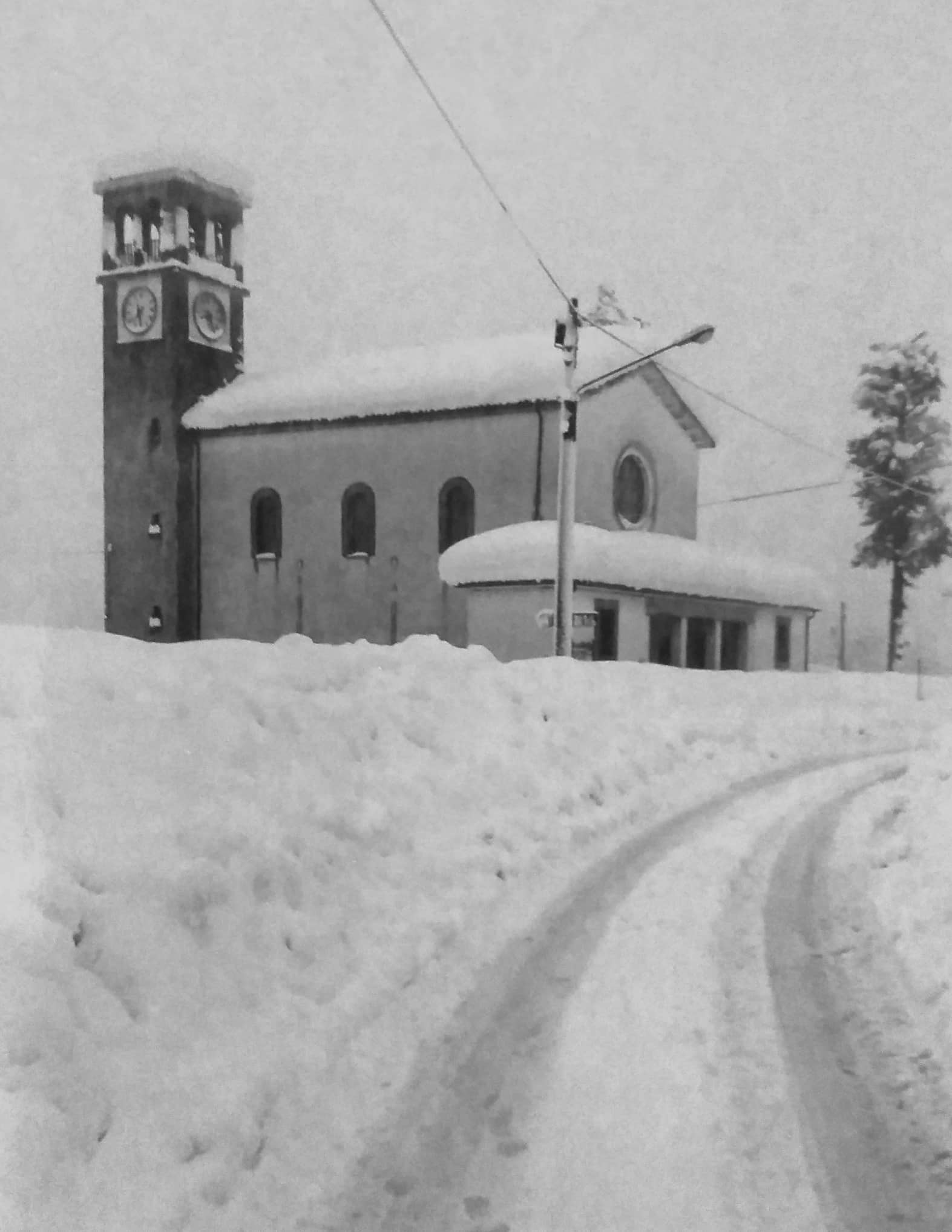
Chiesa di San Nicola dopo l'abbondante nevicata del gennaio 2017

Nel 1824, per il difficile accesso all'erta salita dell'antica chiesa dell'Assunta sul colle San Nicola, il parroco De Nicolais decise di edificare una nuova chiesa dedicata a San Nicola (che fu benedetta il 25 maggio 1825), in posizione più bassa, tra il villaggio e il colle. Per ornar la nuova fu spogliata la vecchia, dalla quale fu tolta anche l'antica statua di Santa Maria Assunta, protettrice della parrocchia. L'antica chiesa fu messa in oblio e con l'andar del tempo cominciò a diroccarsi. La nuova chiesa, tuttavia, ebbe breve vita, visto che già nel 1948 era semicadente e oggi non ne resta traccia.
L'edificazione della chiesa attuale, sulla strada Teramo-Ascoli, vide il coinvolgimento dei parrocchiani con l'istituzione di un comitato, e anche degli emigrati in America che inviarono una sostanziosa colletta. Dopo la posa della prima pietra il 26 agosto 1951 i lavori si arrestarono per riprendere nel 1958. Le decorazioni interne hanno visto la partecipazione popolare e ogni elemento è legato al contributo di un certo parrocchiano, come la Via Crucis, il Sacro Cuore, l'Addolorata, il Bambin Gesù (che cadde nel terremoto del 30 ottobre 2016, ora sostituito), il Fonte Battesimale, la Croce per via crucis. Nel 1962 venne eretto il campanile con l'orologio con il contributo dell'emigrante italo-americano Domenico Pepe. Nel 1967 vennero ultimati i lavori di ripulitura a colori.
L'edificio è preceduto da un piccolo porticato incastonato nella sua porzione nord, ha una copertura a capanna, la facciata ha un finestrone che illumina l'interno.
Nella parte posteriore della chiesa sorge la torre campanaria che contiene due campane. Al di sotto delle campane è posizionato un orologio a sfere.

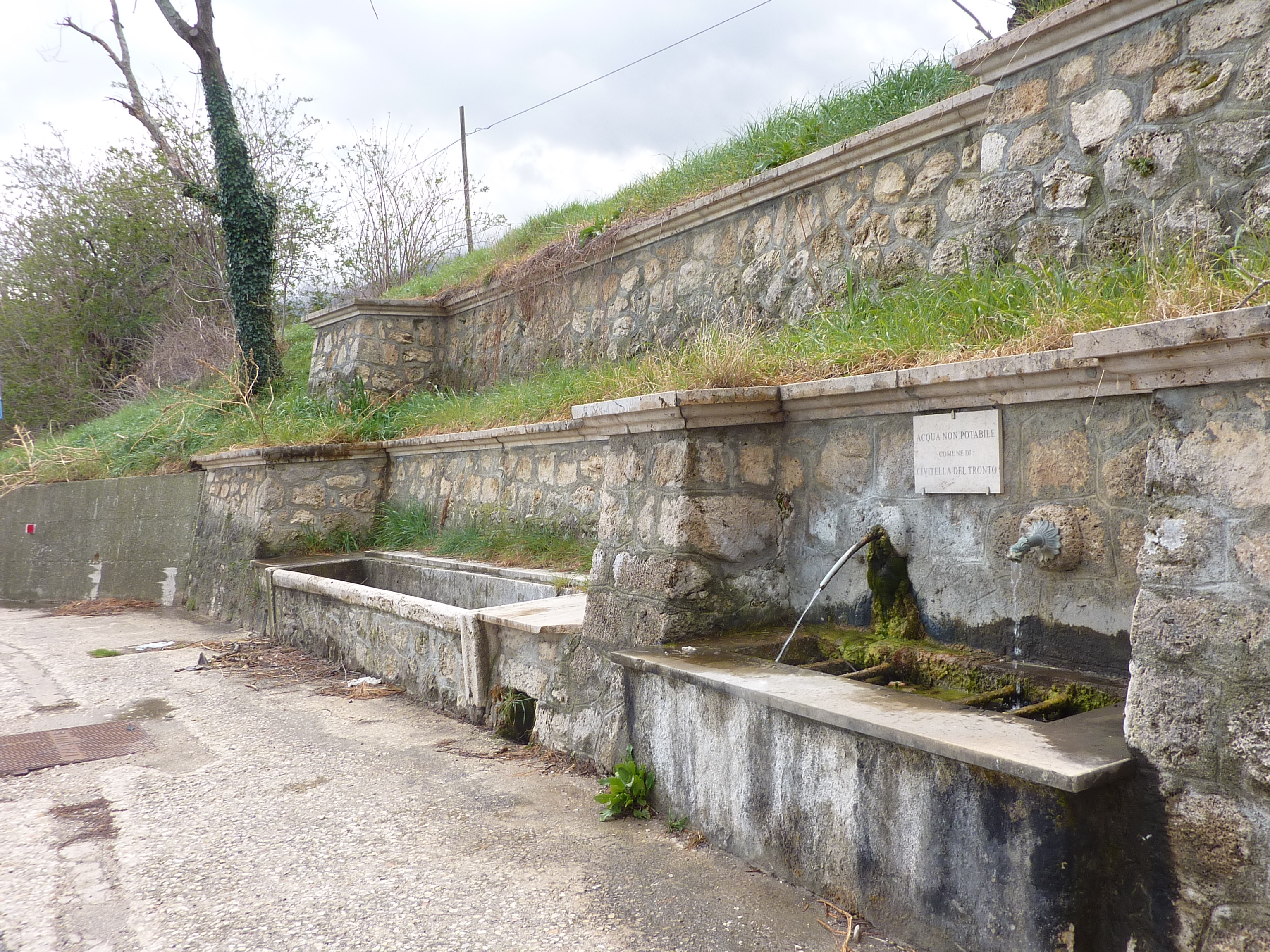
Il vecchio lavatoio pubblico lungo la SS81

### Lavatoio pubblico
Come in ogni centro abitato, prima dell'introduzione dell'acqua corrente nelle case, anche qui c'era il lavatoio della comunità, ove le donne lavavano i panni sporchi e per loro era una occasione di riunione, socializzazione e diffusione delle notizie e dicerie del paese. È costituito da due vasche di pietra locale, sorge lungo la SS81, in prossimità della chiesa di San Nicola.

### Edicola della Madonna delle quattro Rocche

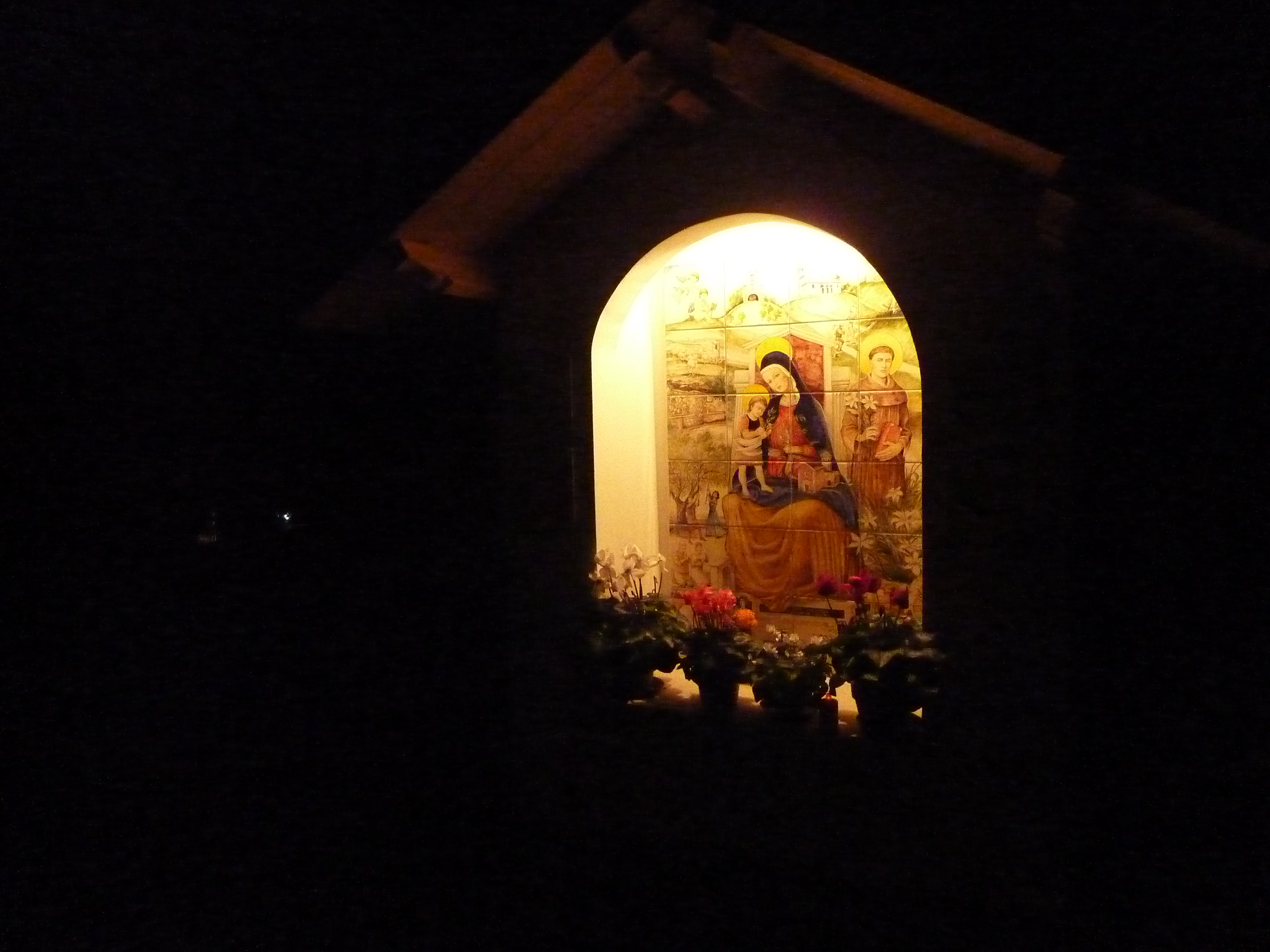
Notturno della Madonna delle quattro Rocche

Edificata e donata al paese nel 2019 dal nipote, in ricordo del roccatano scomparso Domenico Lizzi (1910-2001), è una cappella votiva campestre, sita sul viottolo inerbito che dalla strada per Case d'Angelo scende alla SS81. Pregevole l'immagine della Madonna, ispirata a un affresco di Carlo Crivelli, intitolata "delle quattro Rocche" perché inserita, secondo le volontà del committente, nel contesto agreste locale, dipinta su maioliche di Castelli dal pittore Edoardo Morricone, illuminata da un pannello fotovoltaico posto sul tetto. Fu inaugurata con la benedizione di frate Lorenzo del Convento di Santa Maria dei Lumi e con una festa popolare il 13 ottobre 2019.

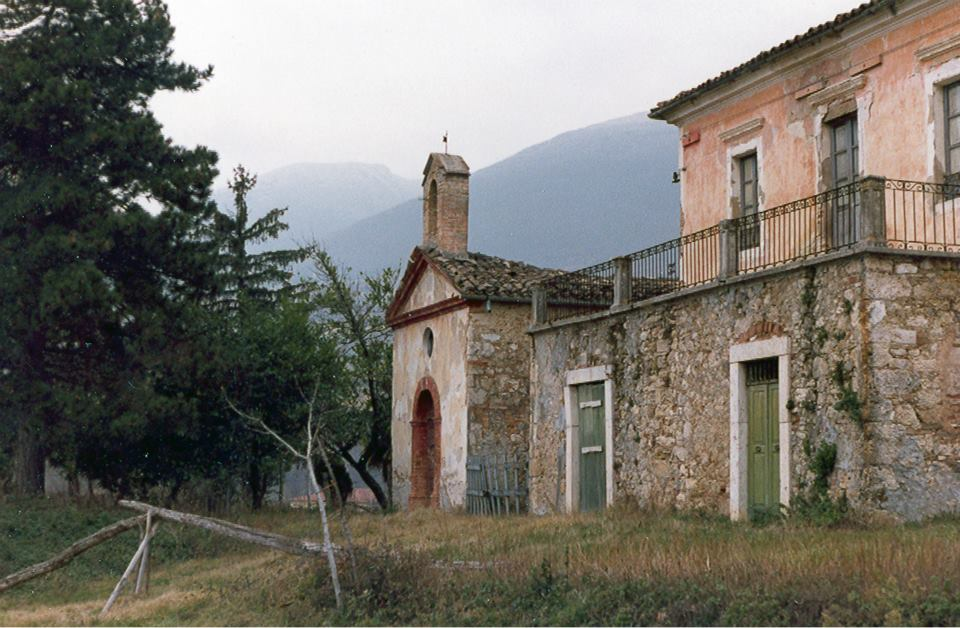
Casa Lera e chiesina di S. Giuseppe, con sullo sfondo i Monti Gemelli.

### Chiesa di San Giuseppe

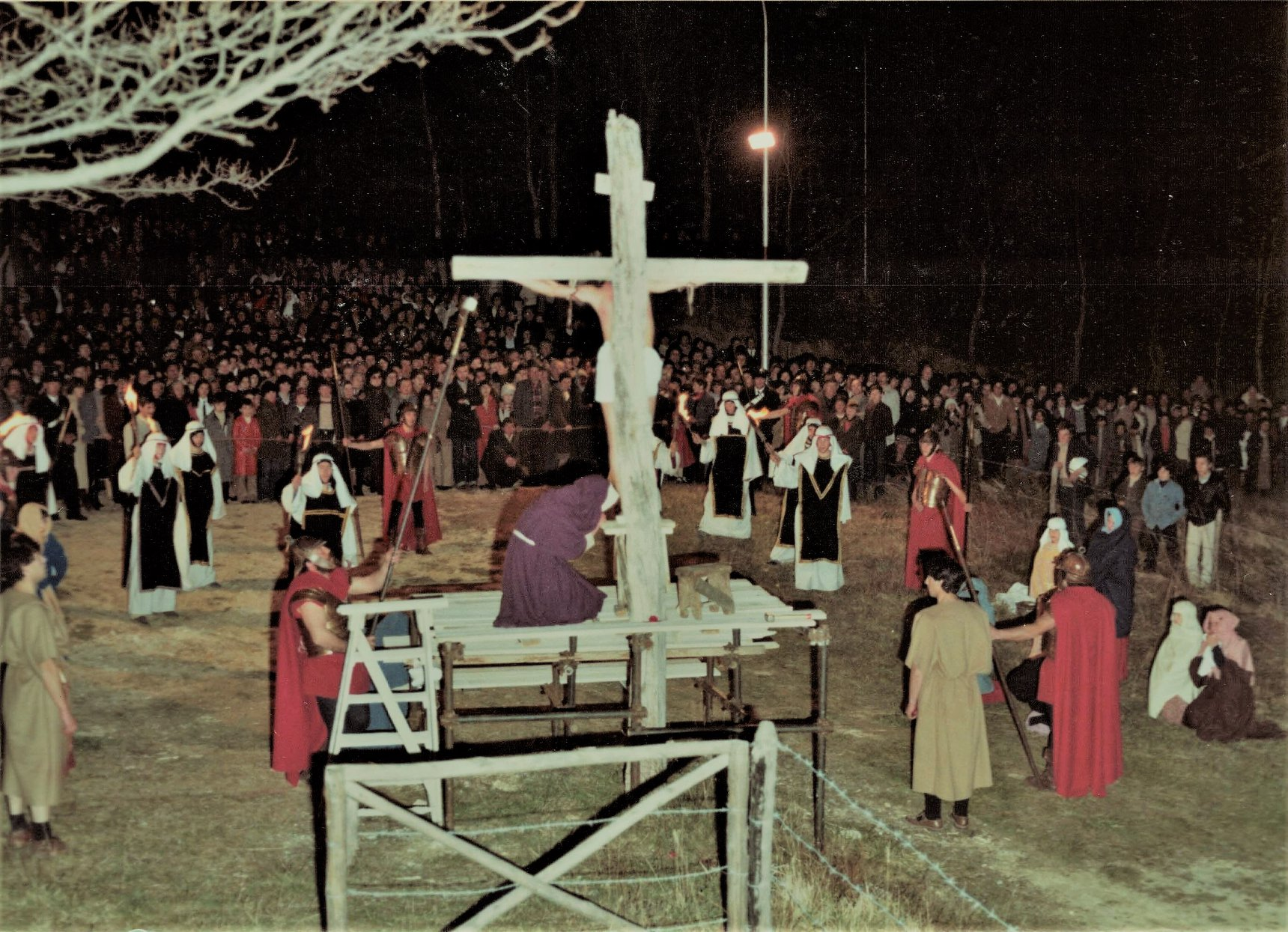
Via Crucis vivente, edizione del 1980, vasta partecipazione di tutti gli abitanti di Rocche che si impegnarono per un anno intero nella preparazione

Edificata nel 1883 dalla famiglia Lera come cappella padronale, sorge poco fuori dall'abitato, vicino alla SS81 in direzione Teramo, a fianco del grande casolare ottocentesco della famiglia, dove visse anche il sacerdote don Giuseppe Lera. Pur nascendo come cappella privata, le funzioni religiose che vi si officiarono erano aperte al pubblico. La costruzione è in pietra. La facciata ha un timpano nella parte superiore, un portale con volta a tutto sesto e, al centro, un finestrone circolare. La parte posteriore ha una curiosa forma semicircolare che la fa assomigliare alla prua di una nave.

## Festività, ricorrenze e manifestazioni

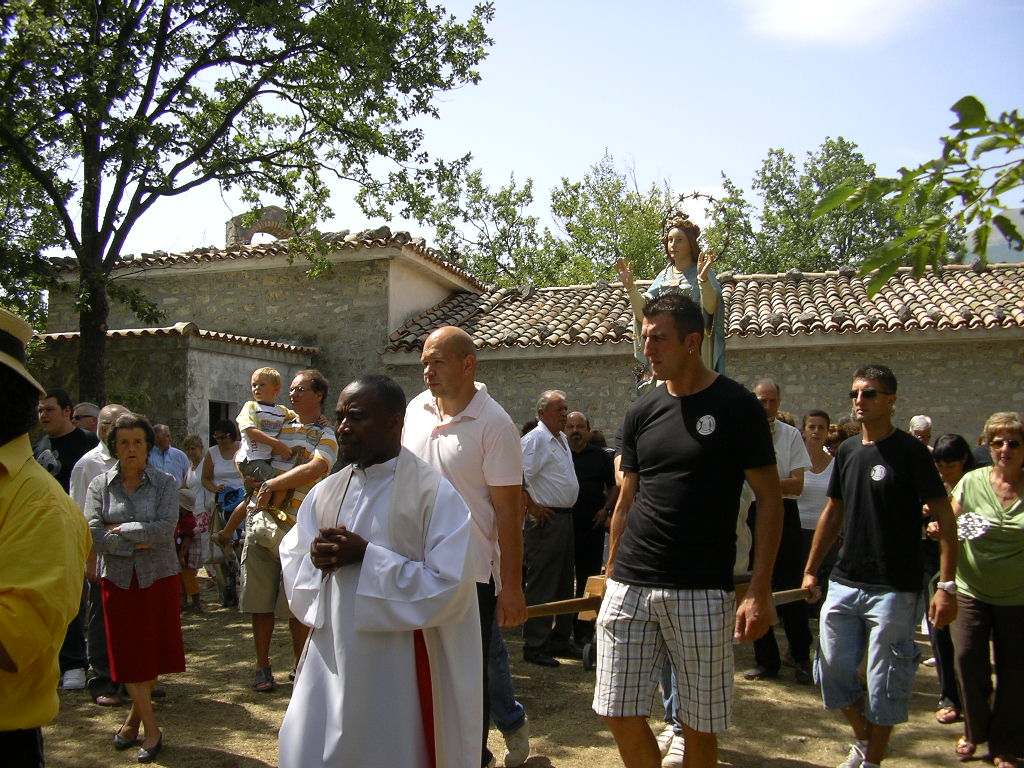
La statua della Madonna in processione per la festa dell'Assunta

- Festa dell'Assunta, 15 agosto. È storicamente la festa più importante e più sentita del paese. Aprono la giornata i colpi della bombarda che riecheggiano per tutta la valle. Seguono la funzione religiosa nella chiesetta del colle a cui affluiscono tutti i roccatani, la processione con la Madonna portata a spalla, la musica della banda e i fuochi d'artificio. Fino a qualche anno fa la festa si protraeva fino a tarda sera, con giochi e gare popolari, stand gastronomici, e venditori ambulanti.
- Processione del Cero, 20 Maggio.[33]. Tradizione che si è conservata immancabilmente ogni anno, tranne negli anni della pandemia Covid19.
- Sagra del porcino e del cinghiale. Si svolge in 5 giorni nella prima metà di agosto e ormai ha soppiantato, per risonanza e partecipazione, la antica festa dell'Assunta, esempio della tendenza odierna di sostituire le tradizionali feste religiose con manifestazioni laiche.
- Santa Felicita, 23 novembre. Viene celebrata la funzione eucaristica in memoria della martire nella chiesa a lei dedicata.

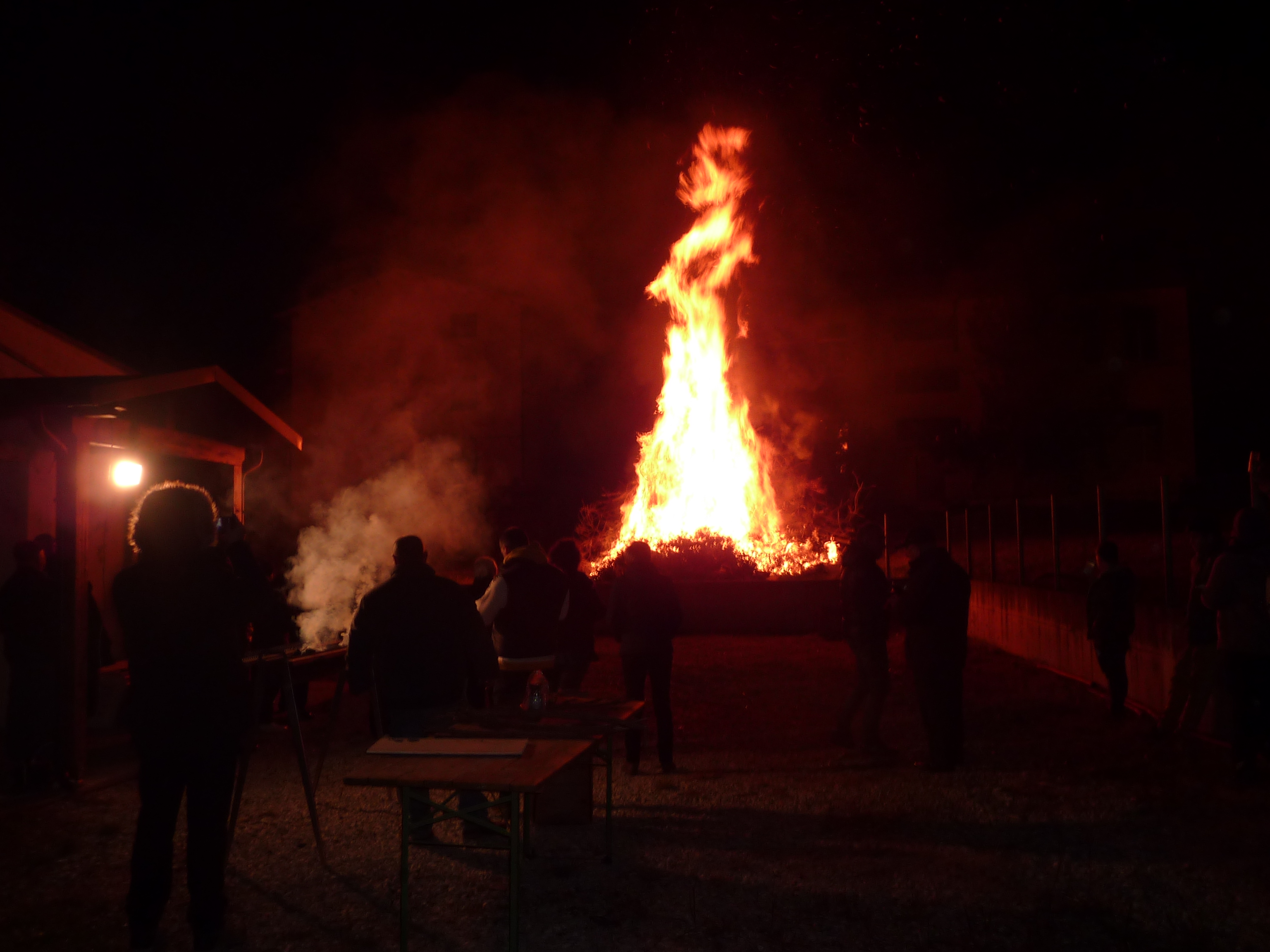
Falò per Sant'Antonio Abate

- Sant'Antonio Abate, 17 gennaio. Tradizionalmente celebrato in Occidente come patrono dei macellai e salumai, dei contadini, degli allevatori, degli animali domestici, e come beato del fuoco. A Rocche, nella piazza principale, si accende un grande falò, visibile anche dalle colline circostanti, per rappresentare la volontà di abbandonare tutto ciò che appartiene ai mesi passati e all'inverno, di rinnovarsi a partire dal primo mese del nuovo anno, di riscaldare la terra e invogliare il ritorno magico della primavera. L'ultimo fuoco per Sant'Antonio Abate si è acceso nella notte del 17 gennaio 2020, da allora questa tradizione è andata perduta.
- Nella Pasqua del 1979, 1980 e 1981 furono organizzate 3 edizioni della rappresentazione della Passione, che videro la partecipazione del prof. Giuseppe Gentilini come regista e direttore artistico, e la partecipazione collettiva di molti abitanti del paese, coordinati dalla maestra Vanda Romani. Gesù fu interpretato, nella prima edizione da Roberto Di Donato, nella seconda da Luciano Vitelli, nella terza da Licio Di Donato. Le stoffe degli abiti furono tagliate e cucite dalle ragazze e signore di Rocche. Le armature furono concesse gratuitamente dalle Officine Rancati di Roma che lavoravano per Cinecittà, note per aver fornito i costumi per tantissimi film e sceneggiati dell'epoca, come il "Gesù di Nazareth" di Franco Zeffirelli. Le musiche furono curate da Antonio Di Baldassarre. Le rappresentazioni si tennero, sia di giorno, sia in versione notturna, sul colle San Nicola.
- Marcia di Mezza Estate, manifestazione sportiva a partecipazione popolare, la cui prima edizione si svolse nel 1979.

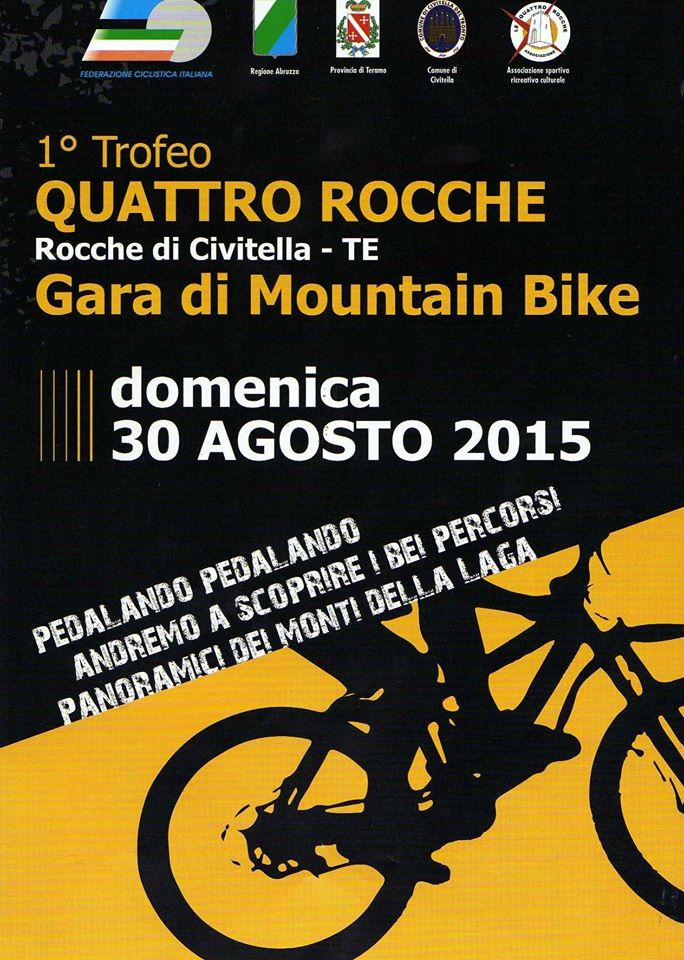
Locandina del I trofeo "Quattro Rocche", gara di Mountain-Bike che si disputò il 30 agosto 2015

- 1° Trofeo "Quattro Rocche", gara di MTB riservata ad atleti tesserati e cicloturistica aperta a tutti, disputata il 30 agosto 2015. Alla prima edizione non ne seguirono altre.
- Il 15 maggio 2018 passò a Rocche sulla SS81 la X tappa del 101° Giro d'Italia.

## Galleria d'immagini

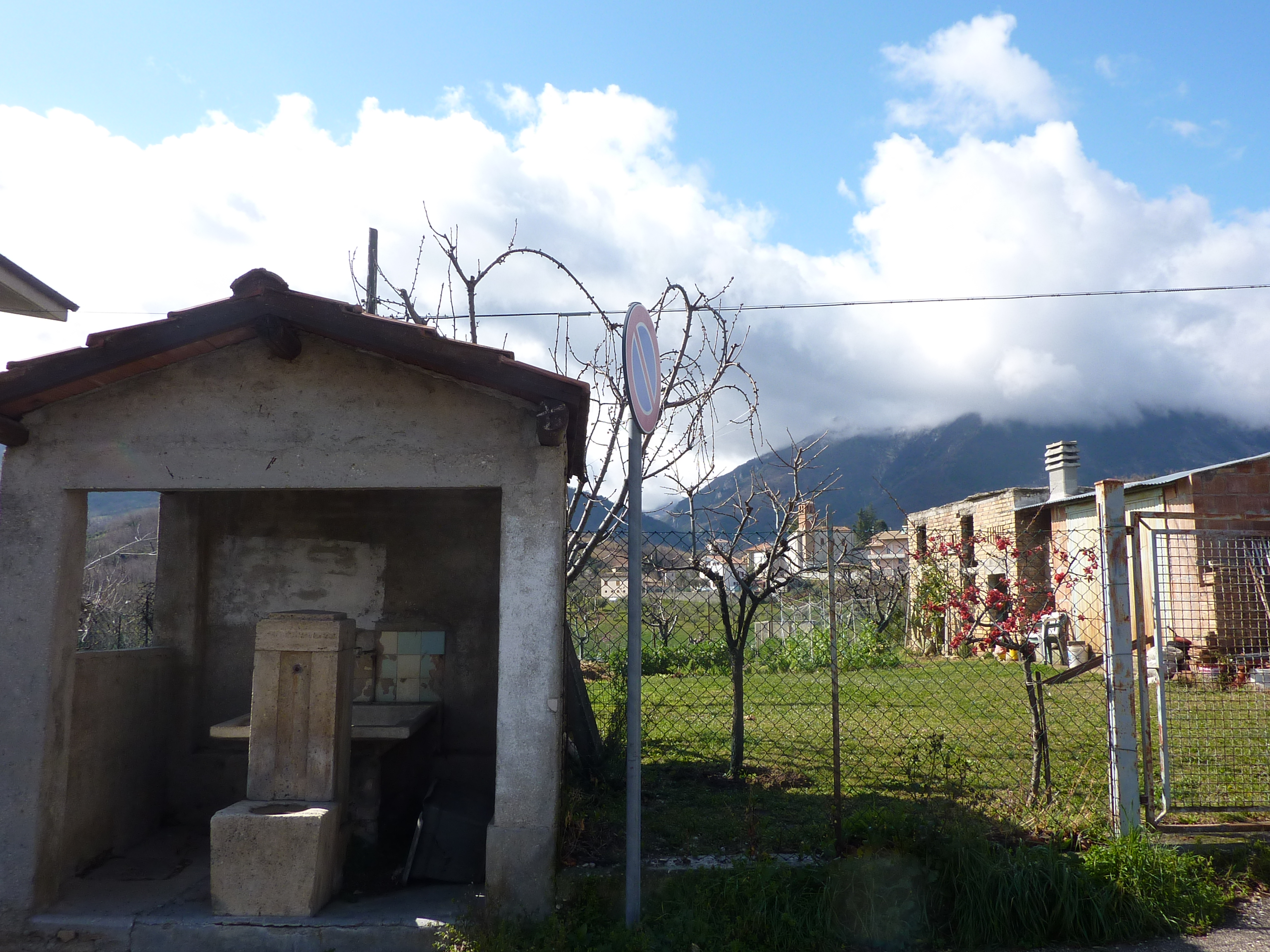
Lavatoio pubblico presso la piazzetta di Rocca Ceppino
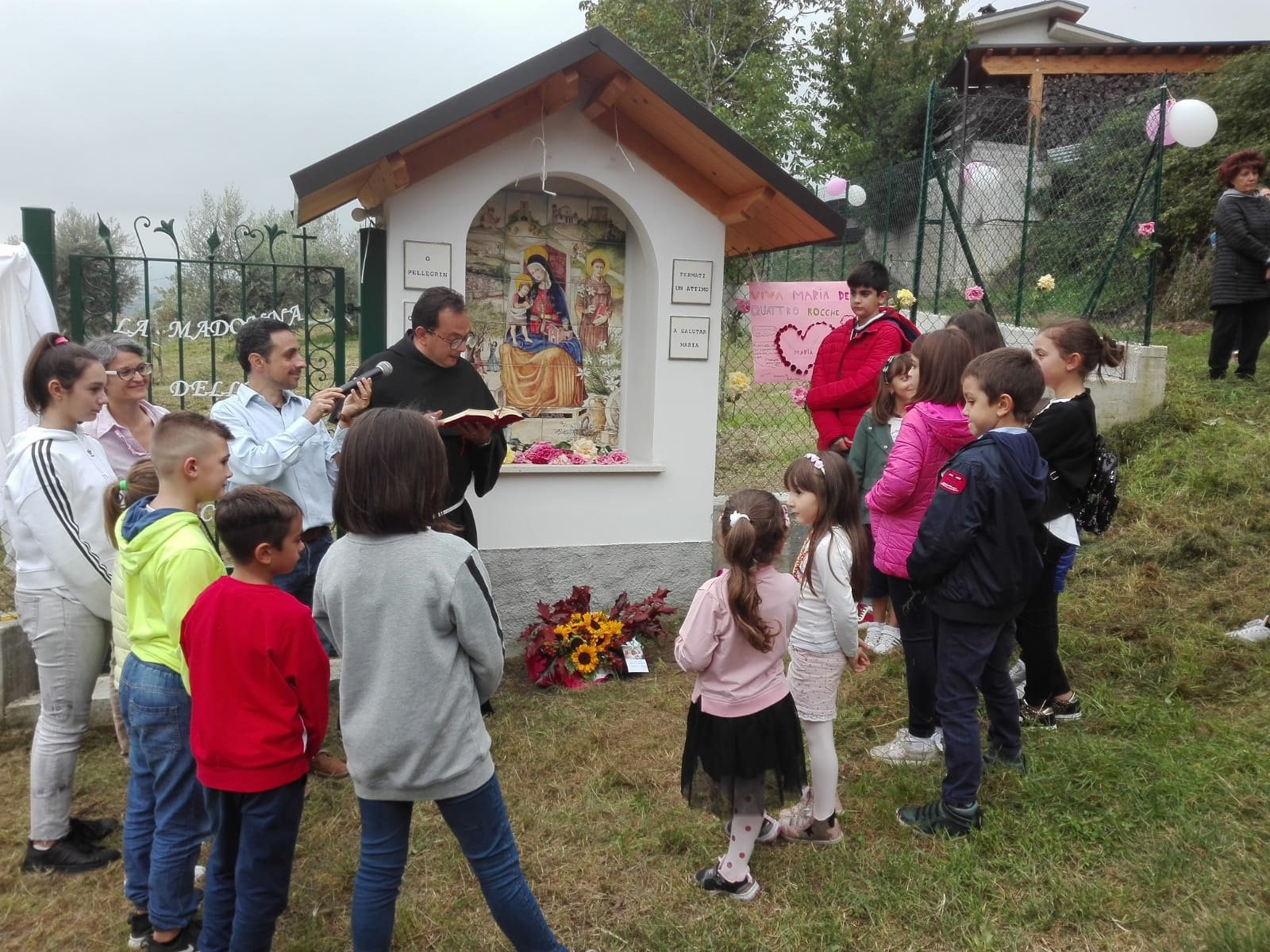
13 ottobre 2019, benedizione dell'edicola della Madonna delle quattro Rocche con la partecipazione dei bambini roccatani
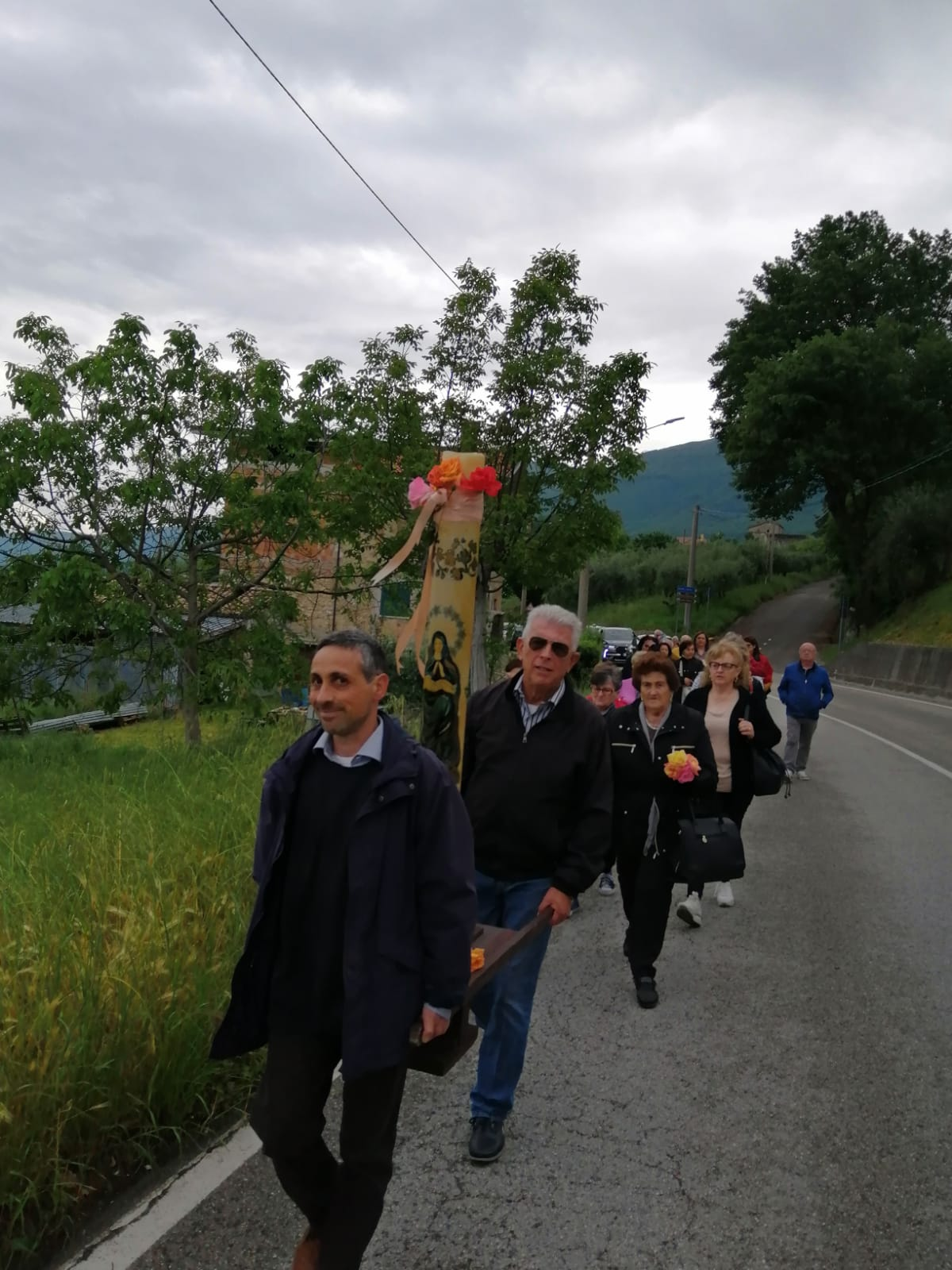
Gli abitanti di Rocche di Civitella seguono a piedi la processione del cero, diretta dopo 4 Km al convento di Santa Maria dei Lumi. Nel maggio 2023 la tradizione secolare riprendeva dopo 3 anni di pausa, causata della pandemia Covid
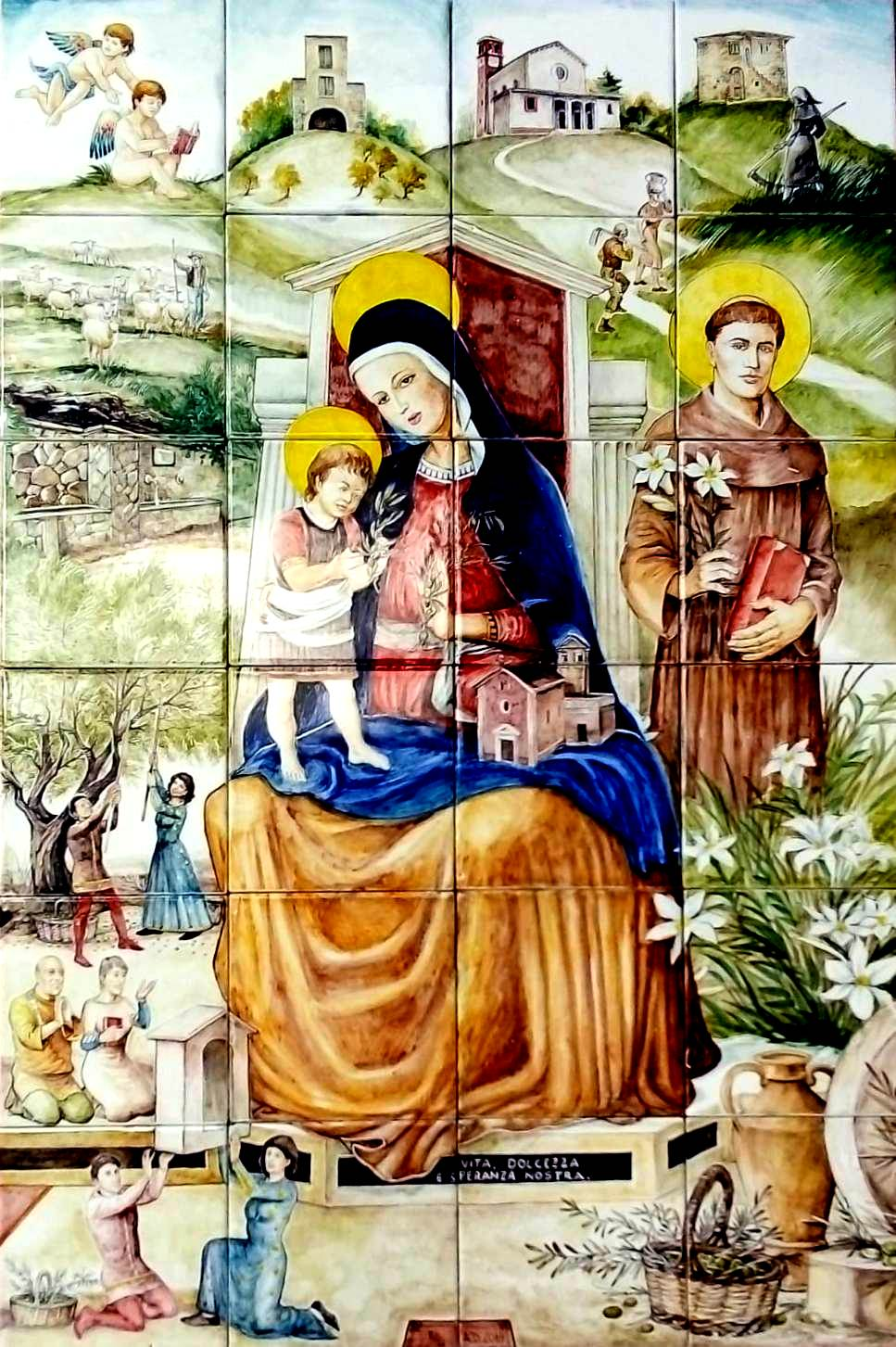
Immagine della Madonna delle quattro Rocche
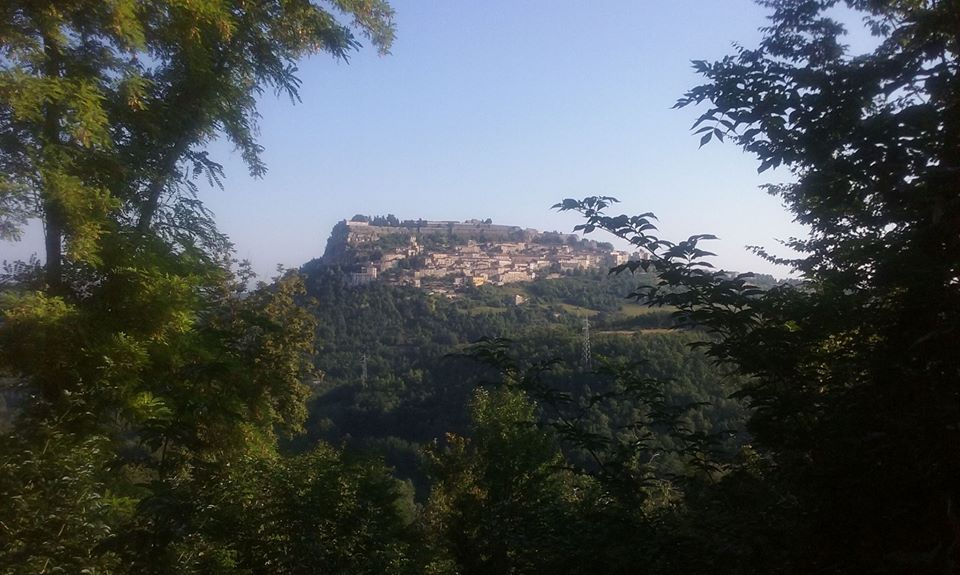
Scorci di Civitella del Tronto visibili passeggiando sul colle San Nicola
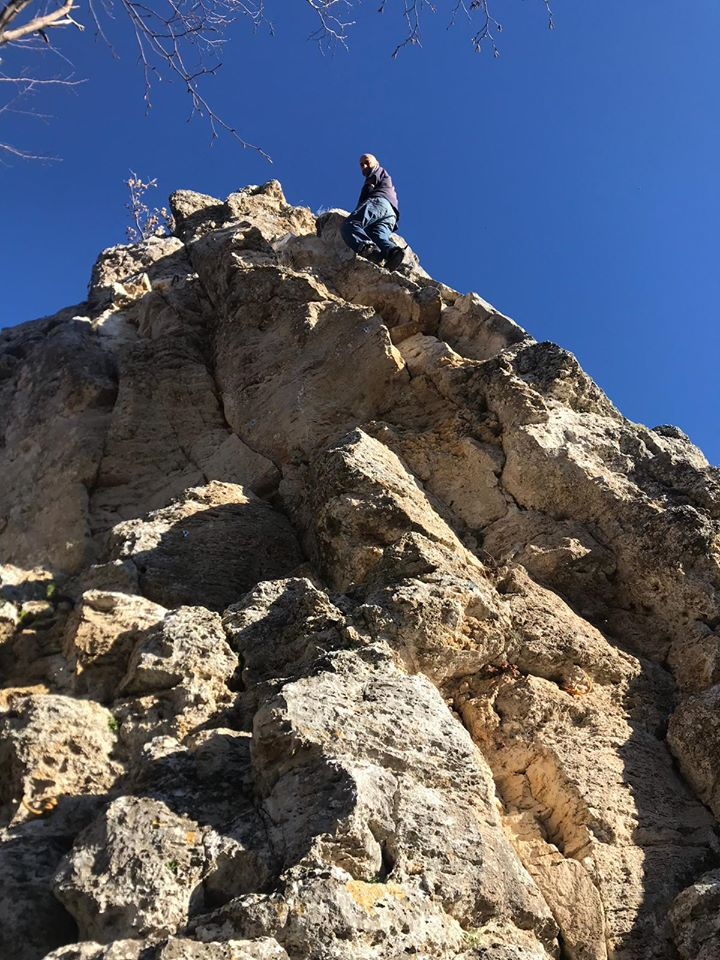
Gianluca Di Benedetto alla falesietta della Torre da lui attrezzata
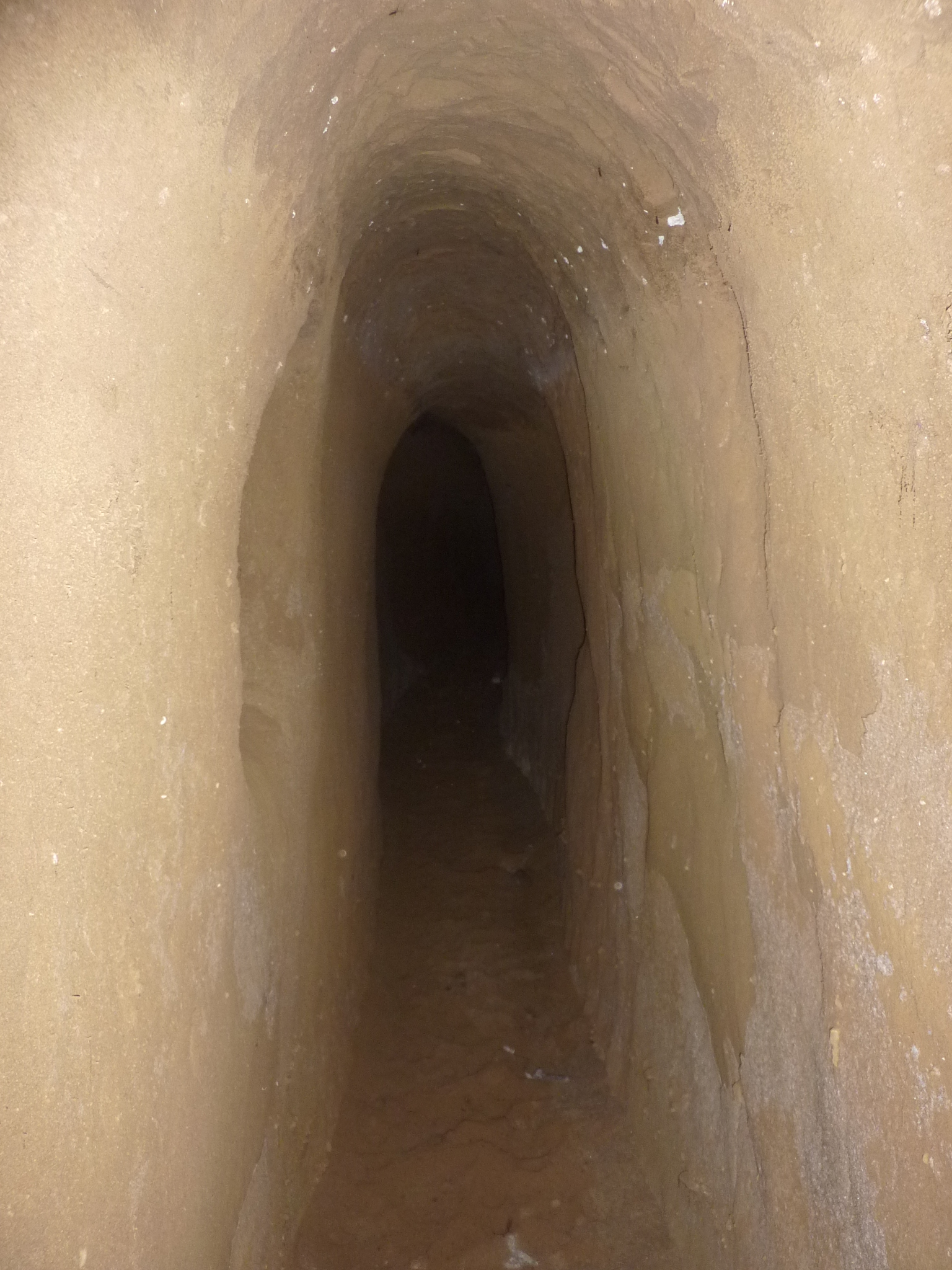
gallerie sotterranee che collegavano le vecchie case di Rocca Ceppino
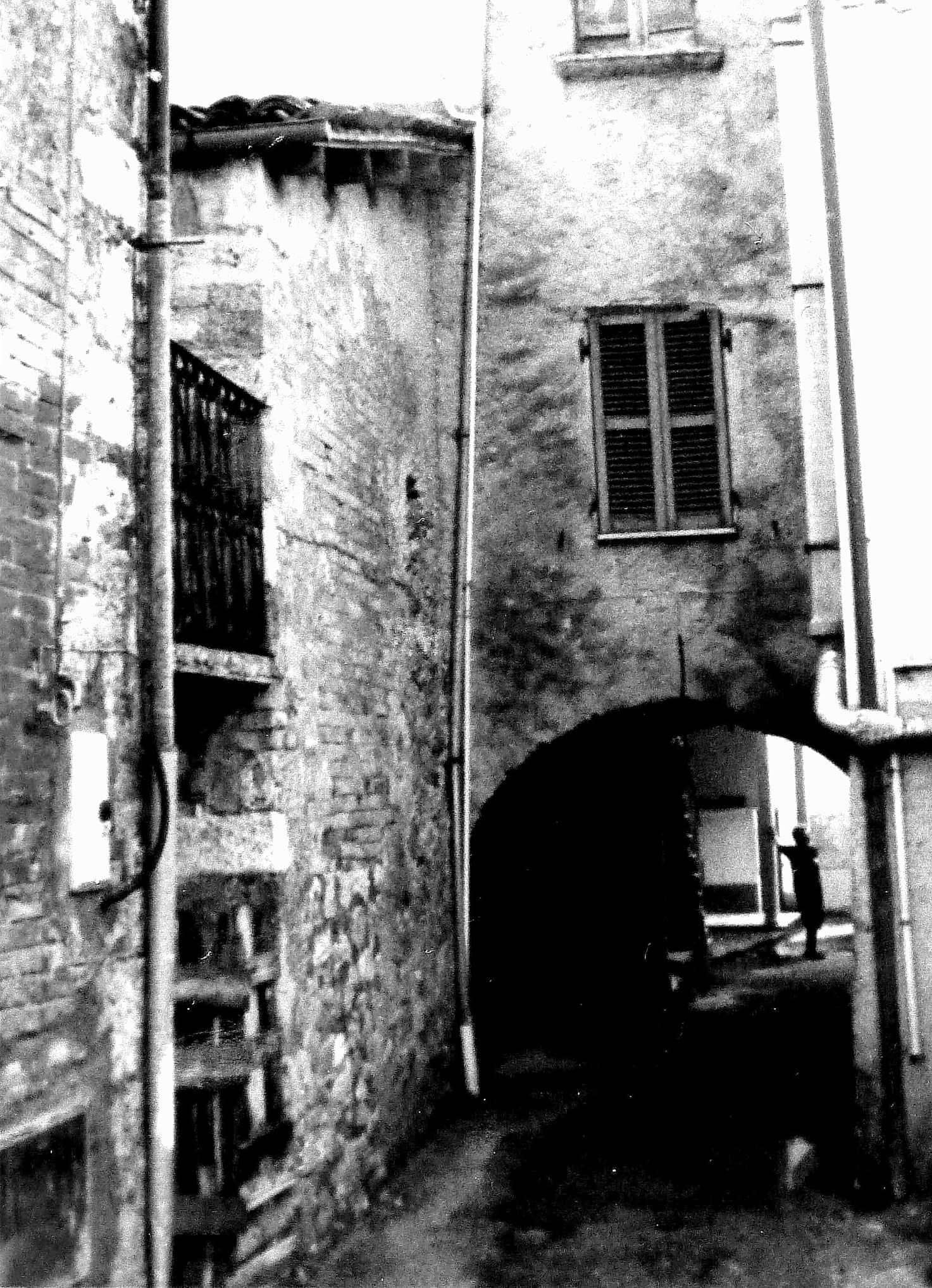
una veduta del vecchio abitato di Rocca Ceppino con volta
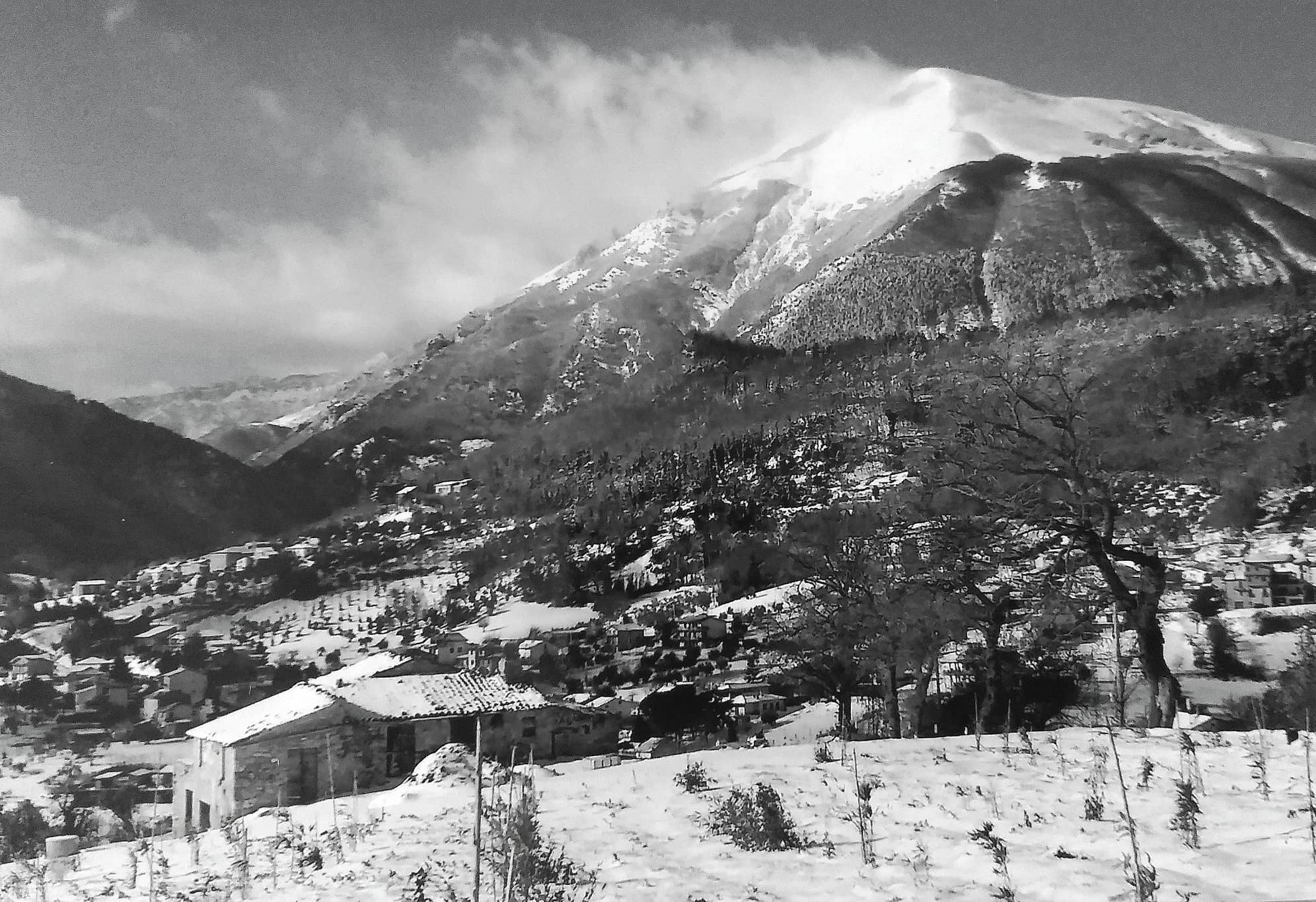
Panoramica di Rocche di Civitella e delle montagne Gemelle dopo le abbondanti nevicate del gennaio 2017